# Episodi di Yu-Gi-Oh! (serie animata 2000)

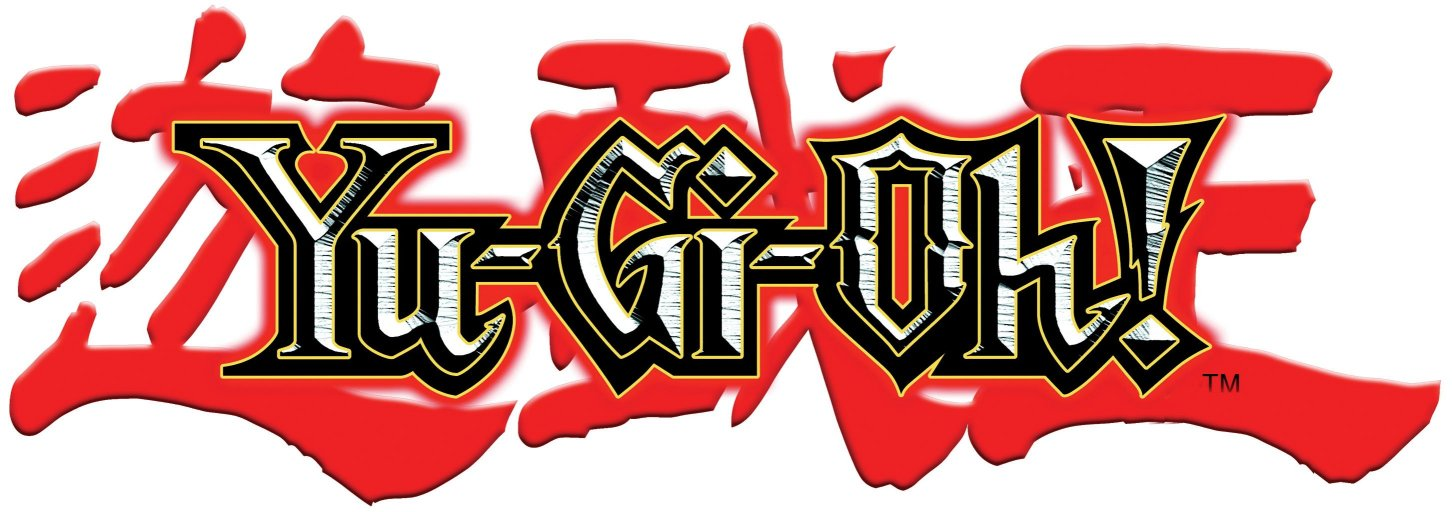
Il logo della serie

Questa è la lista degli episodi della serie televisiva anime Yu-Gi-Oh!, tratta dall'omonimo manga di Kazuki Takahashi e prodotta dalla Nihon Ad Systems. 
L'edizione italiana è stata trasmessa su Italia 1 dal 1º settembre 2003 al 2 aprile 2006 con il titolo Yu-Gi-Oh! per le prime quattro stagioni e Yu-Gi-Oh! Grand Championship per l'ultima.

## Yu-Gi-Oh!

### Prima stagione
| Nº                                        | Titolo italiano Giapponese 「Kanji」 - Rōmaji - Traduzione letterale | In onda           | In onda           |
| Nº                                        | Titolo italiano Giapponese 「Kanji」 - Rōmaji - Traduzione letterale | Giapponese        | Italiano          |
| Arco del regno dei duellanti (51 episodi) | |                   |                   |
| 1                                         | Il cuore delle carte 「戦慄のブルーアイズ・ホワイト・ドラゴン」 - Senritsu no Blue Eyes White Dragon – "L'agghiacciante Drago Bianco Occhi Blu" | 18 aprile 2000    | 1º settembre 2003 |
| 1                                         | Yugi Mutō insegna ai suoi compagni di scuola (Joey Wheeler, Téa Gardner e Tristan Taylor) il gioco del Duel Monster, mostrando poi loro (nel negozio di giochi di suo nonno Solomon) la rara carta del Drago Bianco Occhi Blu. Il ricco Seto Kaiba fa visita al locale e, notata la carta, cerca di acquistarla ma Solomon rifiuta per il valore affettivo. Kaiba fa così rapire l'anziano e lo sconfigge a duello, per poi strappare la carta (davanti a Yugi e i suoi amici) per evitare che qualcuno potesse usarla contro di lui. Yugi si trasforma nel suo alter-ego e affronta Kaiba in un'arena speciale, che riproduce dal vivo i mostri delle carte. Seto ha nel suo mazzo ben 3 esemplari del Drago Bianco, ma Yugi ricompone il leggendario Exodia grazie al quale vince la sfida. Dopo l'incontro, Kaiba cade in un apparente coma mentre Maximilion Pegasus, un magnate, viene informato del fatto.                                                                 |                   |                   |
| 2                                         | La sfida 「幻想師 (イリュージョニスト)・ノー・フェイスの罠」 - Gensoushi (Illusionist) No-Face no Wana – "La trappola dell'illusionista senza volto" | 25 aprile 2000    | 3 settembre 2003  |
| 2                                         | A casa di Yugi, i ragazzi seguono la finale del campionato regionale in cui Brukido Haga sconfigge Rex Raptor. Viene poi recapitato un pacco a Yugi da parte di Pegasus che contiene un guanto, due stelline e una videocassetta. Pegasus appare nel filmato e sfida Yugi, trasportandolo in un'altra dimensione grazie ai poteri dell'Occhio del millennio. Il duello si svolge a tempo, ma il magnate - con i poteri derivati dall'oggetto - legge la mente di Yugi e prevede le sue mosse: il ragazzo riesce però a contrattaccare ma, mentre sta sferrando l'attacco decisivo, il tempo scade. Pegasus vince l'incontro e ruba l'anima del nonno, obbligando Yugi a partecipare ad un torneo per tentare di salvarlo. |                   |                   |
| 3                                         | In viaggio verso il regno dei duellanti 「失われしエグゾディア」 - Ushinawareshi Exodia – "Exodia perduto" | 2 maggio 2000     | 5 settembre 2003  |
| 3                                         | Costretto a partecipare al torneo (su un'isola chiamata Regno dei duellanti) Yugi si imbarca sulla nave, insieme ai suoi amici. Joey decide di partecipare perché con i soldi del premio potrebbe pagare l'intervento alla sorella Serenity, affetta da una rara cecità. Non essendo stato invitato, Yugi gli dona una stellina con cui iscriversi al torneo. Durante il viaggio, il gruppo conosce alcuni campioni di Duel Monster: Mai Valentine, Rex e Brukido che getta in mare le carte di Exodia. |                   |                   |
| SP                                        | 「遊☆戯☆王 デュエルモンスターズ S」 - Yūgiō Dyueru Monsutāzu S – "Yu-Gi-Oh! Duel Monsters S" | 5 maggio 2000     | inedito           |
| SP                                        | Episodio speciale di approfondimento. |                   |                   |
| 4                                         | Il re degli insetti 「インセクターコンボ」 - Insect Combo – "La combinazione degli insetti" | 9 maggio 2000     | 8 settembre 2003  |
| 4                                         | Giunti sull'isola, i partecipanti al torneo conoscono l'organizzatore Pegasus. La competizione ha inizio, con la formula del tutti contro tutti per 48 ore: i 4 giocatori che avranno ottenuto più stelle (almeno 10, messe in palio durante i duelli) potranno accedere al castello di Pegasus, dove ha luogo la fase finale. Yugi combatte con Brukido, mettendo in palio la sua unica stella e il deck contro le due stelle del campione regionale. Il terreno di gioco - che riproduce una foresta - favorisce Brukido, il cui deck è imperniato sugli insetti: grazie ad una carta magia, Yugi riesce però a distruggerli tutti in un colpo solo. |                   |                   |
| 5                                         | La grande falena 「究極完全態グレート・モス」 - Kyuukyoku Kanzentai: Great Moth – "L'ultima perfetta apparizione: la Grande Falena" | 16 maggio 2000    | 10 settembre 2003 |
| 5                                         | L'ultimo mostro di cui Brukido dispone è una larva, che tramite un bozzolo, si evolve in una falena nel giro di cinque turni. Usando un attacco incentrato sul fuoco, Yugi brucia la foresta danneggiando il mostro avversario: una scarica elettrica combinata al terreno bagnato distrugge poi la falena, dando la vittoria al ragazzo. Brukido è fuori dal torneo, con Joey che gli sottrae il guanto. |                   |                   |
| 6                                         | Il primo duello di Joey 「華麗なるハーピィ・レディ」 - Kareinaru Harpie Ladies – "Le meravigliose Lady Arpie" | 23 maggio 2000    | 12 settembre 2003 |
| 6                                         | Mai Valentine, che ha già vinto alcune stelle, sfida Joey che disputa così il suo primo incontro ufficiale. La donna, che riconosce le carte senza guardarle (avendo sparso un profumo diverso su ciascuna di esse), mette in difficoltà Joey: l'aiuto di Yugi, che gli permette di ritrovare fiducia, consente però all'amico di vincere lo scontro con un solo attacco. |                   |                   |
| 7                                         | Creature degli abissi 「海神リバイアサン」 - Kaijin Leviathan – "Il dio del mare Leviathan" | 30 maggio 2000    | 15 settembre 2003 |
| 7                                         | Dopo aver mangiato del pesce di cui non conoscevano il proprietario, Yugi e i suoi amici conoscono Mako Tsunami (terzo classificato al campionato regionale) che - per ripicca - sfida il ragazzo. L'arena di gioco, situata sopra l'oceano, favorisce Mako il cui deck è costruito sulle creature marine; Yugi riesce però a prosciugare l'acqua, vincendo poi il duello con un'unica mossa. |                   |                   |
| 8                                         | Alleanze 「奪われたブルーアイズ・ホワイト・ドラゴン」 - Ubawareta Blue Eyes White Dragon – "Il Drago Bianco Occhi Blu rubato" | 6 giugno 2000     | 17 settembre 2003 |
| 8                                         | Mokuba, fratello minore di Seto, ha rubato 5 stelle ad altri concorrenti e sfida Yugi; il giovane rivela che i soci di Seto, con l'aiuto di Pegasus, stanno tentando di ottenere la proprietà della Kaiba Corporation. Mokuba vuole eliminare Yugi dal torneo, per evitare che Pegasus lo batta: Joey e gli altri lo convincono però a fidarsi di loro, per restituire le stelle ai duellanti. Il gruppo viene tuttavia fermato da una guardia, che rapisce Mokuba e getta in mare le stelle; Yugi lo sfida a battersi, ma l'uomo fa gareggiare Seto al suo posto. |                   |                   |
| 9                                         | Illusione o realtà 「起死回生! マジカルシルクハット」 - Kishikaisei! Magical Silk Hat – "Resurrezione dei morti! Il magico cappello di seta" | 13 giugno 2000    | 19 settembre 2003 |
| 9                                         | Il misterioso avversario afferma di essere Seto, accusando Yugi di averlo fatto morire; Joey e Mokuba nutrono però dubbi sulla sua identità. Intanto, il vero Seto - ripresosi dal coma in cui era caduto dopo la sconfitta con Yugi - sfugge alle guardie di Pegasus che volevano rapirlo: infiltratosi in un laboratorio segreto, cerca di monitorare l'andamento del duello. L'impostore si è comunque impossessato del suo deck, potendo disporre dei Draghi Bianchi Occhi Blu: Yugi, al contrario, non può più utilizzare Exodia (grazie al quale aveva vinto il primo duello con Kaiba). |                   |                   |
| 10                                        | Chi vincerà? 「逆襲のブルーアイズ・ホワイト・ドラゴン」 - Gyakushuu no Blue Eyes White Dragon – "Il Drago Bianco Occhi Blu colpisce ancora" | 20 giugno 2000    | 22 settembre 2003 |
| 10                                        | Yugi distrugge il primo Drago Bianco Occhi Blu combinando il Mago Nero con delle carte Magia, mentre il secondo è indebolito con un virus che Kaiba immette dal computer: il piano ha successo subito prima che l'impostore attacchi, permettendo a Yugi di salvarsi. Il ragazzo riesce infine a vincere il duello, scoprendo che l'avversario era la metà malvagia di Kaiba (sconfitta nel precedente duello e resuscitata dai poteri di Pegasus): i poteri del puzzle lo rispediscono nel regno delle ombre, mentre Yugi recupera il deck di Seto. Mokuba è intanto sparito, rapito dalle guardie. |                   |                   |
| 11                                        | Amici per la pelle 「友情パワー! バーバリアン1号・2号」 - Yuujou Power! Barbarian Ichigou - Niigou – "Potere dell'amicizia! Barbari Uno - Due" | 27 giugno 2000    | 24 settembre 2003 |
| 11                                        | Rex sfida Mai Valentine, la quale ha già conquistato diverse stelle. La donna lo convince a battere prima Joey, promettendogli una sfida in caso di vittoria. Joey accetta la sfida, a condizione che Yugi non gli dia alcun suggerimento pena la squalifica. Il deck di Rex è imperniato su dinosauri e draghi, che Joey riesce però a sconfiggere grazie allo Spadaccino di fuoco (tali mostri sono infatti deboli alle fiamme) e ad una carta donatagli da Tristan. |                   |                   |
| 12                                        | Una nuova insidia 「黒き炎! レッドアイズ・ブラックドラゴン」 - Kuroki Honoo! Red Eyes Black Dragon – "Fiamma nera! Il Drago Nero Occhi Rossi" | 4 luglio 2000     | 26 settembre 2003 |
| 12                                        | Rex gioca il raro Drago Nero Occhi Rossi, mettendolo poi in palio per lo Stregone del tempo di Joey: il duello viene però vinto da quest'ultimo, che aggiunge così un'importante carta al proprio mazzo nonché le stelle. Prima che cali la notte il gruppo incontra Bakura Ryou, un loro compagno di classe imbarcatosi sulla nave. Bakura sfida Yugi all'infuori del torneo, permettendo all'amico di inserire nel deck le carte preferite degli amici. Bakura viene però posseduto dalla sua parte malvagia, che tramite un oggetto magico (Anello del millennio) trasporta tutti nel regno delle ombre per rubare il Puzzle di Yugi. Con i suoi amici svenuti, Yami Yugi si sveglia e affronta Bakura. |                   |                   |
| 13                                        | Lo spirito maligno dell'anello 「メタモルポットの罠! 炎の剣士危うし」 - Metamorph Pot no Wana! Honoo no Kenshi Ayaushi – "Trappola della giara trasformante! Lo spadaccino di fuoco in pericolo" | 11 luglio 2000    | 29 settembre 2003 |
| 13                                        | Bakura ha imprigionato le anime di Yugi, Joey, Téa e Tristan nelle loro carte preferite: se Yami dovesse perdere il duello, le loro anime sarebbero eliminate. Grazie alla collaborazione tra i ragazzi e all'aiuto del vero Bakura (la cui parte malvagia sta combattendo), il nemico viene battuto e confinato nell'altra dimensione. Al risveglio, i ragazzi credono di aver avuto un incubo ma l'urlo spaventato di Mai li riporta alla realtà. |                   |                   |
| 14                                        | Luci e ombre 「漆黒のデュエル! 闇晦ましの城」 - Shikkoku no Duel! Yami Kuramashi no Shiro – "Duello nero come pece! Il castello nascosto nell'oscurità" | 25 luglio 2000    | 1º ottobre 2003   |
| 14                                        | Mai è stata sconfitta da Panik, un eliminator ingaggiato da Pegasus che le ha sottratto le stelle. Yugi affronta Panik, ma l'arena di gioco - situata nell'oscurità - favorisce il suo avversario. |                   |                   |
| 15                                        | Senza paura né panico 「闇を切り裂け! 光の護封剣」 - Yami wo Kirisake! Hikari no Gofuuken – "Colpo attraverso l'oscurità! Le spade rivelatrici (Le sigillanti spade di luce)" | 1º agosto 2000    | 3 ottobre 2003    |
| 15                                        | Yugi sconfigge Panik, rendendo poi a Mai le stelle perse in combattimento. Panik tenta di uccidere Yugi con il fuoco, ma i poteri del Puzzle spediscono la sua anima nel regno delle ombre. |                   |                   |
| 16                                        | Un duellante spietato 「激突! ブルーアイズVSレッドアイズ」 - Gekitotsu! Blue Eyes VS Red Eyes – "Scontro! Occhi Blu contro Occhi Rossi" | 8 agosto 2000     | 6 ottobre 2003    |
| 16                                        | Seto atterra sull'isola e Yugi gli restituisce il deck, invitandolo a rimanere con loro: Kaiba rifiuta perché vuole cercare Pegasus e salvare Mokuba. La sua arroganza indispettisce Joey, che lo sfida a duello ma viene sconfitto facilmente. In quest'occasione, i due combattono usando il Dueling Disk di Seto che - al pari delle arene - riproduce gli ologrammi dei mostri. Dopo lo scontro, Kaiba racconta di quando - tempo prima - era presente al campionato intercontinentale: Pegasus sconfisse Bandit Keith, un abile duellante, prevedendo le sue mosse e facendo competere un bambino al suo posto. Yugi collega il fatto con il suo duello contro il magnate, scoprendo che la capacità di leggere i pensieri altrui deriva dall'occhio magico. |                   |                   |
| 17                                        | L'arena delle anime perdute (prima parte) 「恐怖! リビングデッドの呼び声」 - Kyoufu! Living Dead no Yobigoe – "Terrore! La chiamata dei morti viventi" | 15 agosto 2000    | 8 ottobre 2003    |
| 17                                        | Joey si sveglia dopo un incubo in cui ha sognato Kaiba, e decide di impegnarsi maggiormente nei successivi duelli; le prime 24 ore della fase eliminatoria sono intanto trascorse. Bandit Keith, l'ex campione intercontinentale, vuole vendicarsi di Pegasus per l'umiliazione da lui subita nel torneo: non avendo intenzione di combattere in prima persona, ingaggia degli scagnozzi per accumulare stelle. Separato da Yugi e gli altri, Joey viene rapito e portato in una grotta dove è costretto a duellare. Bandit guida le mosse del suo scagnozzo, al quale ha consegnato un deck con mostri zombie: il tipo di arena, che riproduce un cimitero, e le capacità degli zombie (che, una volta distrutti, si rigenerano) mettono Joey alle corde. |                   |                   |
| 18                                        | L'arena delle anime perdute (seconda parte) 「右手に盾を左手に剣を」 - Migite ni Tate wo Hidarite ni Ken wo – "Scudo nella mano destra, spada nella mano sinistra" | 22 agosto 2000    | 10 ottobre 2003   |
| 18                                        | Durante lo scontro, Joey viene raggiunto dai suoi amici nella grotta e grazie al loro incoraggiamento vince la sfida. Bandit Keith e i suoi scagnozzi intrappolano il gruppo dentro la caverna; l'ex campione ruba le stelle dei suoi aiutanti, raggiungendo il numero sufficiente per accedere al castello di Pegasus. |                   |                   |
| 19                                        | Doppio duello (prima parte) 「迷宮のタッグ・デュエル」 - Meikyuu no Tag Duel – "Duello nel labirinto" | 29 agosto 2000    | 13 ottobre 2003   |
| 19                                        | Mentre cercano di raggiungere l'uscita della caverna, Yugi e gli altri trovano un labirinto nel quale i fratelli Para e Dox sfidano lui e Joey ad una sfida in doppio. Intanto, Kaiba ha raggiunto il castello di Pegasus per tentare di salvare Mokuba. |                   |                   |
| 20                                        | Doppio duello (seconda parte) 「三神合体! ゲートガーディアン」 - Sanshin Gattai! Gate Guardian – "La fusione delle tre divinità! Il guardiano del cancello" | 5 settembre 2000  | 15 ottobre 2003   |
| 20                                        | Lo scontro prosegue, con i fratelli che riescono ad evocare la loro creatura più potente: il Guardiano del cancello, ottenuto dall'unione di tre elementi (acqua, elettricità e vento). Nel castello, invece, Kaiba ha raggiunto la cella di Mokuba ma deve ora confrontarsi con Pegasus. |                   |                   |
| 21                                        | Doppio duello (terza parte) 「悪魔竜 ブラックデーモンズ・ドラゴン」 - Akuma Ryuu! Black Demons Dragon – "Drago demoniaco! Il drago dei demoni neri" | 12 settembre 2000 | 17 ottobre 2003   |
| 21                                        | Yugi e Joey riescono a vincere il duello, risolvendo poi l'indovinello dei fratelli per trovare l'uscita corretta. Al castello, Pegasus ruba l'anima di Mokuba e obbliga Seto a sconfiggere Yugi (dandogli le stelle che il fratello aveva sottratto ai concorrenti) per avere il diritto di battersi con lui. |                   |                   |
| 22                                        | Faccia a faccia (prima parte) 「宿命のデュエル! 遊戯VS海馬」 - Shukumei no Duel! Yuugi VS Kaiba – "Il duello predestinato! Yuugi contro Kaiba" | 19 settembre 2000 | 20 ottobre 2003   |
| 22                                        | Il gruppo si avvia verso il castello, mentre Tea pensa alla doppia personalità di Yugi trovando riscontro nella risposta dell'amico. Seto ferma i ragazzi e obbliga Yugi ad affrontarlo: lo scontro si svolge in cima alla torre, con il dueling disk di Kaiba. Le fasi iniziali del combattimento portano i duellanti ad avere 1 500 punti ciascuno; Kaiba intende fondere i suoi Draghi Bianchi Occhi Blu per dar vita ad una creatura più potente. |                   |                   |
| 23                                        | Faccia a faccia (seconda parte) 「最強! 華麗! 究極竜」 - Saikyou! Karei! Kyuukyoku Ryuu – "Il più forte! Splendido! Drago Finale" | 26 settembre 2000 | 22 ottobre 2003   |
| 23                                        | Seto utilizza la Polimerizzazione per fondere i tre Occhi Blu e creare il Drago Finale Occhi Blu, con un valore di attacco pari a 4 500 punti. Yugi, intanto, a causa di una trappola tesagli da Seto è costretto a giocare mostri che abbiano al massimo 1 500 punti d'attacco. |                   |                   |
| 24                                        | Faccia a faccia (terza parte) 「クリボー増殖! 驚愕の結末」 - Kuriboh Zoushoku! Kyougaku no Ketsumatsu – "Kuriboh moltiplicato! La scioccante conclusione" | 3 ottobre 2000    | 24 ottobre 2003   |
| 24                                        | Di fronte al mostro più potente dell'avversario, Yugi riesce a creare una difesa imperforabile ed è a un passo dal vincere il duello. Seto minaccia di buttarsi dalla torre in caso di sconfitta: Yami sta per sferrare l'attacco decisivo, ma Yugi lo ferma e Kaiba contrattacca vincendo la sfida. |                   |                   |
| 25                                        | La forza dell'amicizia 「涙のデュエル! フレンドシップ」 - Namida no Duel! Friendship – "Duello di lacrime! Amicizia" | 10 ottobre 2000   | 27 ottobre 2003   |
| 25                                        | Sconvolto per aver quasi ucciso Kaiba, Yugi decide di non duellare più. Mai gli offre le stelle necessarie per entrare nel castello (Yugi ne aveva infatti perse 5 contro Seto) e Téa le vince in duello, grazie al ritiro della sua avversaria. |                   |                   |
| 26                                        | Sfida al campione del mondo (prima parte) 「モクバを救え! 海馬VSペガサス」 - Mokuba wo Sukue! Kaiba VS Pegasus – "Il salvataggio di Mokuba! Kaiba contro Pegasus" | 17 ottobre 2000   | 29 ottobre 2003   |
| 26                                        | Yugi, Joey, Mai e gli altri entrano nel castello dove assistono alla sfida tra Pegasus e Seto. Il magnate, grazie ai poteri dell'occhio magico, legge la mente di Kaiba e prevede le sue mosse. |                   |                   |
| 27                                        | Sfida al campione del mondo (seconda parte) 「海馬散る! 無敵のトゥーンワールド」 - Kaiba Chiru! Muteki no Toon World – "Kaiba vacilla! L'invincibile Mondo Toon" | 24 ottobre 2000   | 31 ottobre 2003   |
| 27                                        | Messo sempre più in difficoltà, Kaiba finisce per perdere quando il suo deck viene contagiato (dalla stessa strategia adottata con Yugi) e non ha più carte da giocare. Avendo vinto l'incontro, Pegasus ruba l'anima del suo avversario. Yugi giura vendetta nei suoi confronti, ma dovrà prima vincere il torneo. |                   |                   |
| 28                                        | La vigilia delle finali 「決戦前夜! ペガサスの秘密」 - Kessen Zenya! Pegasus no Himitsu – "La notte prima delle finali! Il segreto di Pegasus" | 31 ottobre 2000   | 3 novembre 2003   |
| 28                                        | Durante la cena, vengono spiegate le regole della fase finale: il sorteggio mette Joey di fronte a Bandit, mentre Yugi dovrà sfidare Mai. Essendo sprovvisto della carta necessaria per partecipare, Bandit ruba quella di Joey (che - non avendola a sua volta - l'aveva ricevuta dall'amico). Nel corso della notte, Tristan e Téa ispezionano l'arena perché convinti che Pegasus abbia barato nella sfida con Seto; insieme a Bakura, raggiungono una torre in cui cercano ulteriori prove. Pegasus li scopre e con l'occhio magico li trasporta nel regno delle ombre: Bakura viene posseduto nuovamente dalla metà malvagia, e con l'anello magico ferma il magnate per poi cancellare il ricordo dalle menti di Tristan e Téa. Al risveglio, Yugi è tormentato dal sogno in cui ha visto suo nonno, Seto e Mokuba implorarlo di salvare le loro anime. |                   |                   |
| 29                                        | La Crisi (prima parte) 「絶対絶命! 誘惑のシャドウ」 - Zettai Zetsumei! Yuuwaku no Shadow – "Una situazione disperata! L'ombra seducente" | 7 novembre 2000   | 5 novembre 2003   |
| 29                                        | La prima gara è tra Mai e Yugi, che ancora scosso dalla sfida con Kaiba del giorno precedente fatica a duellare al meglio. Pur avendo buone carte nel deck e strategie efficaci in mente, Yugi perde ben presto 1 700 Life Points. |                   |                   |
| 30                                        | La Crisi (seconda parte) 「伝説の最強戦士 カオス・ソルジャー降臨」 - Densetsu no Saikyou Senshi - Chaos Soldier Kourin – "Il leggendario soldato finale - La discesa del soldato del Chaos" | 14 novembre 2000  | 7 novembre 2003   |
| 30                                        | Yugi e lo spirito del Faraone riescono finalmente a conciliarsi, combattendo poi al massimo: Mai si arrende dopo che il ragazzo ha compiuto una potente mossa, permettendogli di accedere alla finale. |                   |                   |
| 31                                        | Inganni e macchinazioni (prima parte) 「凶悪! 重機械デッキ」 - Kyouaku - Heavy Metal Deck – "Crudele - Heavy Metal Deck" | 21 novembre 2000  | 10 novembre 2003  |
| 31                                        | Joey deve affrontare Bandit, il quale gli ha rubato la carta per l'accesso. Mai dona al ragazzo la sua, così che possa affrontare l'ex campione. Il deck di Bandit è basato su mostri che riproducono robot e macchine, rendendoli invulnerabili alla magia. |                   |                   |
| 32                                        | Inganni e macchinazioni (seconda parte) 「時を超えろ! レッドアイズ・ブラックメタルドラゴン」 - Toki wo Koero! Red Eyes Black Metal Dragon – "Viaggio nel tempo! Drago Metallico Occhi Rossi" | 28 novembre 2000  | 12 novembre 2003  |
| 32                                        | Nonostante gli imbrogli di Bandit, Joey riesce a vincere il duello. L'ex campione minaccia Pegasus (nella versione americana, la scena con la pistola è stata censurata) ma viene scaraventato in mare. |                   |                   |
| 33                                        | Amici e Avversari (prima parte) 「友情の決勝戦! 遊戯VS城之内（前編）」 - Yuujou no Kesshousen! Yuugi VS Jounouchi (Zenpen) – "Finale di amicizia! Yuugi contro Jonouchi (1ª parte)" | 5 dicembre 2000   | 14 novembre 2003  |
| 33                                        | La finale del torneo è tra Yugi e Joey, che lottano al meglio delle proprie possibilità. |                   |                   |
| 34                                        | Amici e Avversari (seconda parte) 「友情の決勝戦! 遊戯VS城之内（後編）」 - Yuujou no Kesshousen! Yuugi VS Jounouchi (Kouhen) – "Finale di amicizia! Yuugi contro Jonouchi (2ª parte)" | 12 dicembre 2000  | 17 novembre 2003  |
| 34                                        | L'incontro viene vinto da Yugi, ma questi regala a Joey la carta del premio economico così da ottenere i soldi necessari a far curare Serenity. |                   |                   |
| 35                                        | Il duello del millennio (prima parte) 「最終決闘 遊戯VSペガサス」 - Saishuu kettou: Yuugi VS Pegasus – "Duello finale: Yuugi contro Pegasus" | 19 dicembre 2000  | 19 novembre 2003  |
| 35                                        | Yugi comincia la sfida con Pegasus, il quale promette di liberare le anime rubate in caso di sconfitta: intanto, Bakura (posseduto dallo spirito maligno) e Tristan vanno alla ricerca dei corpi presi in ostaggio. Lo scontro si rivela alquanto duro per Yugi, poiché l'occhio magico fornisce a Pegasus un vantaggio spropositato. |                   |                   |
| 36                                        | Il duello del millennio (seconda parte) 「攻略不能!? 無敵のトゥーン軍団」 - Kouryoku Funou!? Muteki no Toon Gundan – "Attacchi inefficaci!? L'invincibile esercito Toon" | 26 dicembre 2000  | 21 novembre 2003  |
| 36                                        | Tristan e Bakura recuperano il corpo di Mokuba, ancora senza anima. Yugi intanto è messo sempre più alle corde da Pegasus, che usa la carta Mondo Animato grazie alla quale ha già sconfitto Seto. |                   |                   |
| SP                                        | 「遊☆戯☆王 デュエルモンスターズ S」 - Yūgiō Dyueru Monsutāzu S – "Yu-Gi-Oh! Duel Monsters S" | 3 gennaio 2001    | inedito           |
| SP                                        | Episodio speciale di approfondimento. |                   |                   |
| 37                                        | Il duello del millennio (terza parte) 「反撃開始! マインドシャッフル」 - Hangeki Kaishi! Mind Shuffle – "L'inizio del contrattacco! Le menti mischiate" | 9 gennaio 2001    | 24 novembre 2003  |
| 37                                        | Yugi pesca il Mago Nero e lo protegge con una carta magia, così che il primo attacco di Pegasus vada a vuoto. Usando i poteri del puzzle, il ragazzo scambia la sua mente con quella dell'alter-ego per neutralizzare la telepatia dell'avversario: quando il Mago Nero è costretto ad uscire allo scoperto, Yugi lo difende grazie ad una combinazione di carte che distrugge il Mondo Animato e gli dà un vantaggio in Life Points (900 a 600). Sempre più colpito dal potere del puzzle, Pegasus sposta il duello nel regno delle ombre. |                   |                   |
| 38                                        | Il duello del millennio (quarta parte) 「邪眼発動 サクリファイス」 - Jagan Hatsudou! Sacrifice – "Il malvagio occhio attivato! Sacrificio" | 16 gennaio 2001   | 26 novembre 2003  |
| 38                                        | Lo scontro di Yugi e Pegasus prosegue nel regno oscuro, mentre Joey e gli altri non riescono a mantenere il contatto col loro amico. |                   |                   |
| 39                                        | Il duello del millennio (quinta parte) 「光と闇の融合 ブラックカオス降臨」 - Hikari to Yami no Yuugou - Black Chaos Kourin – "La fusione di luce e oscurità - La discesa del Chaos Nero" | 23 gennaio 2001   | 28 novembre 2003  |
| 39                                        | Con le ultime forze rimaste, Yugi posiziona una carta coperta sul terreno prima di svenire; Joey, Tristan e Téa impediscono a Pegasus di leggere la mente del Faraone, che può così attaccare e vincere l'incontro. |                   |                   |
| 40                                        | Un personaggio misterioso 「キング・オブ・デュエリスト」 - King of Duelists – "Re dei duellanti" | 30 gennaio 2001   | 1º dicembre 2003  |
| 40                                        | Pegasus è scomparso dall'arena, mentre le anime rubate sono tornate nei rispettivi corpi. Bakura, con i poteri dell'anello, sfida il magnate al gioco delle ombre: ancora indebolito dalla lotta con Yugi, Pegasus viene sconfitto facilmente e il suo occhio viene sottratto. Accedendo alla torre, Yugi e gli altri scoprono il diario di Pegasus dal quale apprendono informazioni sul suo passato: da adolescente si innamorò di Cecilia (il cui ritratto è presente nel castello) e, dopo un lungo fidanzamento, i due stavano per sposarsi. L'improvvisa malattia della ragazza fece saltare i piani, causando in seguito la sua morte. Disperato per la perdita, Pegasus si mise alla ricerca degli oggetti del millennio e durante un viaggio in Egitto ricevette l'occhio magico. Ispirato dalla tecnologia olografica dell'industria di Kaiba, aveva l'obiettivo di riportare in vita l'amata grazie al potere degli oggetti e per questa ragione organizzò il torneo. |                   |                   |
| 41                                        | La bambina prodigio 「アメリカからきた少女」 - America kara kita shoujo – "La ragazza dall'America" | 6 febbraio 2001   | 3 dicembre 2003   |
| 41                                        | Yugi viene ufficialmente proclamato vincitore del torneo e riceve il premio in denaro, che dona a Joey. Di ritorno a casa con il nonno, il ragazzo viene sfidato dalla giovane Rebecca che accusa Solomon di aver rubato il Drago Bianco Occhi Blu. Yugi e Rebecca duellano, ma lo svolgimento dello scontro ricorda al nonno un incontro che lui stesso disputò anni prima. |                   |                   |
| 42                                        | I legami dell'amicizia 「必殺のシャドーグール」 - Hissatsu no Shadow Ghoul – "Il Ghoul delle ombre onnipotenti" | 13 febbraio 2001  | 5 dicembre 2003   |
| 42                                        | Solomon scopre che Rebecca è la nipote di Arthur Hawkins, un suo amico di lunga data. Yugi si arrende e lascia la vittoria alla ragazza, esattamente come fece il nonno anni addietro. Arthur raggiunge l'arena e si riconcilia con Solomon, mentre la nipote chiede di perdonare le sue precedenti accuse. |                   |                   |
| 43                                        | Eroi leggendari (prima parte) 「ビッグ５の罠 デュエルモンスターズクエスト」 - Big 5 no wana. Duel Monsters Quest – "La trappola dei Big 5. Duel Monsters Quest" | 20 febbraio 2001  | 8 dicembre 2003   |
| 43                                        | I membri dell'azienda di Kaiba tentano nuovamente di impossessarsi della compagnia, facendo provare a Seto un videogioco e intrappolandolo al suo interno. Mokuba chiede l'aiuto di Yugi e Joey, che entrano nel videogioco assieme al piccolo Kaiba. Nel corso del gioco, i tre sono chiamati a sfidare un duellante che si scopre essere donna. |                   |                   |
| 44                                        | Eroi leggendari (seconda parte) 「デュエルモンスターズクエスト② 伝説の勇者 遊戯」 - Duel Monsters Quest 2 - Densetsu no yuusha Yuugi – "Duel Monsters Quest 2 - Yuugi, l'eroe leggendario" | 27 febbraio 2001  | 10 dicembre 2003  |
| 44                                        | Durante il duello, Joey scopre che l'avversaria è Mai Valentine la quale si unisce ai tre nel tentativo di salvare Seto. Nel mondo reale, intanto, Téa e Tristan cercano di impedire che i loro amici rimangano intrappolati nel videogioco. |                   |                   |
| 45                                        | Eroi leggendari (terza parte) 「デュエルモンスターズクエスト③ マスター・オブ・ドラゴンナイト」 - Duel Monsters Quest 3: Master of Dragon Knight – "Duel Monsters Quest 3 - Il capo dei cavalieri dei draghi" | 6 marzo 2001      | 12 dicembre 2003  |
| 45                                        | Yugi e gli altri riescono a salvare Seto, facendo poi ritorno nel mondo reale dopo aver sconfitto i nemici. |                   |                   |
| 46                                        | Dice monsters (prima parte) 「なぞの転校生 御伽龍児」 - Nazo no tenkousei Otogi Ryuuji – "Il misterioso studente trasferito Ryuuji Otogi" | 13 marzo 2001     | 15 dicembre 2003  |
| 46                                        | Accanto al negozio del nonno di Yugi, ne viene aperto uno nuovo il cui proprietario è Duke Devlin. I ragazzi lo incontrano anche a scuola, dove il suo atteggiamento indispettisce Joey che lo sfida a Duel Monsters: Duke accetta, a patto che il duello si combatta con carte nuove (pescate casualmente dai pacchetti) e venga trasmesso in televisione. Lo scontro vede inizialmente Joey in vantaggio, ma Duke riesce poi a vincere: a causa dei patti stabiliti prima del match, Joey è obbligato a vestirsi da cane ed essere umiliato. Per salvarlo, Yugi sfida Duke che propone tuttavia di giocare a Dice Monsters. |                   |                   |
| 47                                        | Dice monsters (seconda parte) 「対決！ダンジョンダイスモンスターズ」 - Taiketsu! Dungeon Dice Monsters – "La resa dei conti! Dungeon Dice Monsters" | 20 marzo 2001     | 17 dicembre 2003  |
| 47                                        | La partita ha inizio, con Yugi che pur imparando in fretta le regole del gioco si trova in difficoltà: Duke rivela di aver creato lui stesso il gioco, ma il suo obiettivo è di umiliare Yugi per aver sconfitto Pegasus. Duke spiega infatti che aveva cercato di brevettare il suo gioco proponendolo a Pegasus, il quale si era detto interessato: la vittoria di Yugi nel torneo ha fatto però saltare tutto, in quanto il magnate non ha più dato sue notizie. Duke accusa inoltre l'avversario di aver vinto il torneo barando. |                   |                   |
| 48                                        | Dice monsters (terza parte) 「遊戯苦戦 ゴッドオーガスの猛攻」 - Yuugikusen - God Orgus no moukou – "La difficile battaglia di Yuugi - Il feroce assalto del dio Orgus" | 27 marzo 2001     | 19 dicembre 2003  |
| 48                                        | Yugi prosegue lo scontro con Duke, trovandosi in netto svantaggio. |                   |                   |
| 49                                        | Dice monsters (quarta parte) 「奇跡のディメンジョン ブラックマジシャン召喚」 - Kiseki no Dimension - Black Magician shoukan – "La dimensione miracolosa - Il Mago Nero evocato" | 3 aprile 2001     | 22 dicembre 2003  |
| 49                                        | Yugi riesce ad evocare il Mago Nero e vincere la partita, pur essendo la prima volta che partecipa al gioco. Duke stringe amicizia con il gruppo, ricevendo poi la notizia che i soci dell'Industrial Illusions hanno approvato il contratto per la diffusione del Dice Monsters. |                   |                   |

### Seconda stagione
| Nº                                                     | Titolo italiano Giapponese 「Kanji」 - Rōmaji - Traduzione letterale | In onda           | In onda        |
| Nº                                                     | Titolo italiano Giapponese 「Kanji」 - Rōmaji - Traduzione letterale | Giapponese        | Italiano       |
| 50                                                     | Il duellante misterioso (prima parte) 「過去からの挑戦 戦慄のゼラ」 - Kako kara no chousen - Senritsu no Zera – "Sfida dal passato - Il terrificante Zera" | 10 aprile 2001    | 2004           |
| 50                                                     | Yugi incontra un indovino che, per leggere il futuro, richiede un oggetto personale: il ragazzo consegna il suo puzzle, ma l'indovino lo ruba e scappa. Yugi lo insegue fino ad un magazzino, dove l'uomo lo sfida a duello e rivela di essere Bandit Keith. |                   |                |
| 51                                                     | Il duellante misterioso (seconda parte) 「砕かれた千年パズル」 - Kudakareta Sennen Puzzle – "Il Puzzle del Millennio distrutto" | 17 aprile 2001    | 2004           |
| 51                                                     | Bandith è sotto il controllo mentale di Marik Ishtar, un altro individuo deciso ad ottenere gli oggetti magici. Bakura, posseduto nuovamente dallo spirito maligno, raggiunge il luogo dell'incontro e con i suoi poteri spezza il controllo di Marik: Bandith scappa, non prima di aver mandato in pezzi il puzzle e aver appiccato un incendio al magazzino. Yugi riesce a ricomporre il puzzle ma sviene per il fumo, con Joey e Tristan che lo salvano giusto in tempo. |                   |                |
| Arco della Città dei Duelli (prima parte) (45 episodi) | |                   |                |
| 52                                                     | Il passato è presente 「失われた王の記憶」 - Ushinawareta ou no kioku – "Le memorie perdute del re" | 24 aprile 2001    | 2004           |
| 52                                                     | Una donna di nome Ishizu Ishtar invita Kaiba ad un museo egizio, rivelandogli che esistono 3 carte dai poteri infiniti: le carte della Divinità egizie. La donna informa Seto che dovrà organizzare un torneo per trovare tali carte, prestandogli la sua (Obelisk il Tormentatore) per utilizzarla nel corso della competizione. |                   |                |
| 53                                                     | Fantasmi del passato 「炎のダンスバトル」 - Honou no Dance Battle – "L'infuocata battaglia di danza" | 1º maggio 2001    | 2004           |
| 53                                                     | Tea viene sfidata da Johnny Steps a partecipare ad un videogioco di danza, nel quale la ragazza vince nonostante il suo avversario abbia barato; quando questi chiede la rivincita, Yugi interviene e lo sfida a duellare. Johnny si arrende dopo aver scoperto che il suo avversario ha battuto Pegasus. |                   |                |
| 54                                                     | La carta di Kaiba 「この町は, バトルシティとなる!」 - Kono machi wa Battle City to naru! – "Questa città diverrà la Città dei Duelli!" | 8 maggio 2001     | 2004           |
| 54                                                     | Ishizu incontra anche Yugi e Tea, portandoli a loro volta al museo. La donna possiede anch'essa un oggetto magico (la Collana del millennio) e rivela che un individuo malvagio, possessore della barra del millennio, vuole conquistare il mondo utilizzando il potere degli oggetti magici. Ishizu rivela che il destino ha incaricato Yugi, reincarnazione del faraone, di fermarlo. Intanto, Kaiba testa la nuova carta scoprendo che ha poteri simili a quelli di Exodia. |                   |                |
| 55                                                     | Cacciatori alla carica 「グールズ強襲! 狙われた真紅目黒竜」 - Ghouls kyoushuu! Nerawareta Red Eyes Black Dragon – "L'attacco dei Ghoul! Il Drago Nero Occhi Rossi nel mirino" | 8 maggio 2001     | 2004           |
| 55                                                     | Kaiba annuncia ufficialmente il torneo, che si svolgerà nella Città dei Duelli con nuove regole: ad ogni partecipante sono consegnate una carta di localizzazione, che dovrà cedere in caso di sconfitta, e una nuova versione del dueling disk. Il perdente di ciascun duello dovrà anche consegnare all'avversario la sua carta più rara. Infine, i giocatori che avranno raccolto 6 carte di localizzazione otterranno l'indizio per raggiungere la sede delle finali (alla quale sono ammessi 8 duellanti). Yugi e Joey corrono ad iscriversi: il primo è subito accettato, mentre il secondo ha un livello troppo basso. Notando che nel suo deck è presente il Drago Nero Occhi Rossi, l'impiegato finge un malfunzionamento del sistema e modifica il livello di Joey così che possa partecipare al torneo; subito dopo l'uomo informa i Rare Hunters, scagnozzi del nuovo antagonista, della scoperta. Joey si separa dai suoi amici per andare in ospedale dalla sorella Serenity, che la mattina successiva subirà l'intervento agli occhi. Durante il tragitto, viene però fermato dai Rare Hunters e costretto a lottare secondo il regolamento (che ora prevede una dotazione iniziale di 4 000 Life Points): il duello sembra facile, ma l'avversario evoca - a sorpresa - Exodia grazie al quale vince lo scontro. I Rare Hunters aggrediscono Joey e gli sottraggono il Drago Nero con la forza. La mattina seguente, la madre di Joey telefona a Yugi poiché il figlio non si è presentato all'ospedale: insieme a Tea e Tristan il ragazzo lo cerca per la città, ma è Tristan - in moto - a trovarlo svenuto su una spiaggia. Il gruppo arriva quindi all'ospedale, dove Serenity viene operata; Joey racconta di quanto accaduto la sera precedente, con Yugi che decide di aiutarlo a riprendersi la carta. |                   |                |
| 56                                                     | Yugi contro Rare Hunter (prima parte) 「激闘! バトルシティ開幕」 - Gekitou! Battle City kaimaku – "Scontro! Comincia la Città dei Duelli" | 15 maggio 2001    | 2004           |
| 56                                                     | Il torneo ha inizio e vi partecipano, tra gli altri, Mai Valentine, Rex Raptor, Brukido e Mako. Joey incontra il misterioso individuo che gli ha sottratto la carta e lo sfida, ma quest'ultimo decide di battersi con Yugi. Joey non può rivelare la strategia dell'avversario, in quanto questi minaccia di strappare il Drago Nero; Yugi riesce comunque a capire che il nemico vuole evocare Exodia. Seto scopre che i Rare Hunters si sono infiltrati nel sistema per partecipare al torneo, ma impedisce a Mokuba - nominato commissario ufficiale - di squalificarli. |                   |                |
| 57                                                     | Yugi contro Rare Hunter (seconda parte) 「逆転! 連鎖破壊」 - Kyakuten! Chain Destruction – "Capovolgimento! Distruzione a catena" | 22 maggio 2001    | 2004           |
| 57                                                     | Yugi riesce a distruggere Exodia prima che venga evocato e vince il duello, riconquistando la carta di Joey. I due scoprono che il nemico era posseduto da Marik, lo stesso individuo che aveva manipolato Bandit Keith; Yugi distrugge le carte di Exodia (del quale il nemico aveva 3 copie per ciascun pezzo) notando che l'avversario aveva barato, macchiandole con dell'inchiostro per poterle riconoscere. |                   |                |
| 58                                                     | Il duellante sensitivo (prima parte) 「エスパー絽場 - サイキックデッキの恐怖」 - Esper Roba - Psychic Deck no kyoufu – "Esper Roba - Terrore del Deck psichico" | 29 maggio 2001    | 2004           |
| 58                                                     | Rex viene sconfitto ed eliminato da Esper Roba, un duellante che vanta di avere poteri telepatici. Questi affronta Joey, il quale ha lasciato il Drago Nero a Yugi così che possa aiutarlo nella lotta con Marik. Malgrado non conosca a fondo le regole del nuovo torneo, Joey scopre che il suo avversario imbroglia poiché i fratelli si appostano su un tetto e con un binocolo guardano le carte dell'avversario: Mokuba li scopre a sua volta, ma non li squalifica a patto che non intervengano più nel corso della sfida. Joey capovolge l'andamento del duello fin quando Esper non evoca Jinzo, un mostro macchina che rende inutilizzabili le carte trappola. |                   |                |
| 59                                                     | Il duellante sensitivo (seconda parte) 「勇気ある賭け - 廻れルーレットスパイダー」 - Yuukiaru kake - Maware Roulette Spider – "Azzardare con coraggio - Spinning Roulette Spider" | 5 giugno 2001     | 2004           |
| 59                                                     | Jinzo si dimostra quasi imbattibile per Joey, vanificando anche il potere dello Stregone del tempo: il Ragno roulette obbliga però l'androide ad attaccare un altro mostro di Esper, il quale può respingere ogni offensiva rivolta contro di esso. Entrambi vengono così distrutti, azzerando il punteggio di Esper: Joey vince l'incontro, conquistando la carta di Jinzo. |                   |                |
| 60                                                     | Il maestro dei maghi (prima parte) 「ブラックマジシャン使い - パンドラ」 - Black Magician tsukai - Pandora – "Il maestro del Mago Nero - Pandora" | 19 giugno 2001    | 2004           |
| 60                                                     | Infastidito da un concorrente arrogante, Kaiba lo sfida a duello eliminandolo grazie alla carta di Obelisk. Nel frattempo, un pagliaccio convince Yugi ad entrare in una tenda da circo, dove riferisce che il suo padrone lo sta aspettando. All'interno Yugi finisce in una botola che lo conduce ad un'arena, dove affronta Arkana: questi ha nel suo deck un Mago Nero (diverso, come aspetto, da quello di Yugi) e rivela di lavorare per Marik. Entrambi i duellanti rischiano, in caso di sconfitta, di veder la propria anima confinata nel regno delle ombre. |                   |                |
| 61                                                     | Il maestro dei maghi (seconda parte) 「魂のブラックマジック」 - Tamashi no Black Magician – "Il Mago Nero dell'anima" | 26 giugno 2001    | 2004           |
| 61                                                     | Arkana rivela che, prima di conoscere Marik, era un noto illusionista ma quando un trucco di evasione andò storto rimase sfigurato; in stato di rabbia, allontanò la fidanzata Catherine. Marik gli ha proposto di riaverla indietro sconfiggendo Yugi. |                   |                |
| 62                                                     | Il maestro dei maghi (terza parte) 「魔術師の弟子 - ブラックマジシャンガール」 - Magician no deshi - Black Magician Girl – "La discepola del mago - La Giovane Maga Nera" | 3 luglio 2001     | 2004           |
| 62                                                     | Yugi riesce a vincere lo scontro grazie alla Giovane Maga Nera, mentre l'anima di Arkana viene spedita nel regno delle ombre. |                   |                |
| 63                                                     | Il parassita (prima parte) 「復讐の罠 - 暴走! パラサイド」 - Fukushuu no wana - Bouzou! Parasite – "La trappola della vendetta - Furia! Parassita" | 10 luglio 2001    | 2004           |
| 63                                                     | Joey si batte con Brukido che, tramite una spia, è riuscito ad infilare una carta Insetto nel suo deck per contaminarlo. Il parassita infetta i mostri di Joey e dà vantaggio all'avversario, mettendo alle strette il ragazzo. |                   |                |
| 64                                                     | Il parassita (seconda parte) 「鋼鉄の騎士 ギアフリード」 - Hagane no kishi Gearfried – "Il cavaliere d'acciaio Gearfried" | 17 luglio 2001    | 2004           |
| 64                                                     | Joey riesce a ribaltare le sorti del duello e vincere, ottenendo altre due carte di localizzazione e un nuovo mostro: Regina degli Insetti. |                   |                |
| 65                                                     | Il mimo (prima parte) 「マリク始動 - 神のコンボ」 - Malik shidou - Kami no Combo – "La mossa di Malik - Combinazione di divinità" | 24 luglio 2001    | 2004           |
| 65                                                     | Yugi viene sfidato da uno scagnozzo di Marik, un mimo, che ha nel suo deck un'altra carta delle divinità egizie: Slifer, Drago del cielo. |                   |                |
| 66                                                     | Il mimo (seconda parte) 「オシリスの天空竜」 - Osiris no tenkuu ryuu – "Drago del Cielo di Osiride" | 31 luglio 2001    | 2004           |
| 66                                                     | Lo scontro prosegue, con il servo di Marik che riesce a chiamare sul campo la carta delle divinità. |                   |                |
| 67                                                     | Il mimo (terza parte) 「神を越えろ! 究極の無限ループ」 - Kami wo koeru! Kyuukyoku no mugen loop – "Sconfiggere una divinità! L'infinito loop finale" | 7 agosto 2001     | 14 aprile 2004 |
| 67                                                     | Yugi riesce a creare una difesa contro il mostro, usando una carta il cui effetto obbliga l'avversario a pescare ad ogni turno: il nemico finisce per rimanere senza carte, dando la vittoria a Yugi che ottiene il mostro raro. |                   |                |
| 68                                                     | Il pescatore leggendario (prima parte) 「見えない敵 - シーステルスII」 - Meenai teki - Sea Stealth II – "Nemico invisibile - La furtività del mare II" | 14 agosto 2001    | 16 aprile 2004 |
| 68                                                     | Vicino ad un acquario in cui esibiscono balene ed altri animali marini, Joey affronta Mako Tsunami. Anche questi ha, a sua volta, 4 carte di localizzazione: il vincitore del duello accederà così alla fase finale. |                   |                |
| 69                                                     | Il pescatore leggendario (seconda parte) 「伝説のフィッシャーマン」 - Densetsu no Fisherman – "Il pescatore leggendario" | 21 agosto 2001    | 19 aprile 2004 |
| 69                                                     | Joey vince l'incontro, ottenendo la carta del Pescatore leggendario e qualificandosi per le finali del torneo. |                   |                |
| 70                                                     | Doppio duello, Yugi e Kaiba contro Luce e Ombra (prima parte) 「仮面の呪縛 - 高層デュエル」 - Kamen no Jyubaku - Kousou no Duel – "La maledizione della maschera - Duello ad alta quota" | 28 agosto 2001    | 21 aprile 2004 |
| 70                                                     | Yugi e Kaiba devono affrontare, in una sfida 2 contro 2, Lumis e Umbra; nel frattempo Joey e Téa vengono fatti rapire da Marik, che plagia le loro menti. |                   |                |
| 71                                                     | Doppio duello, Yugi e Kaiba contro Luce e Ombra (seconda parte) 「封じられた神のカード」 - Fuujirarete Kami no Card – "Le carte delle divinità sigillate" | 4 settembre 2001  | 23 aprile 2004 |
| 71                                                     | Il doppio duello va avanti, mentre gli amici di Yugi sono ancora prigionieri di Marik. |                   |                |
| 72                                                     | Doppio duello, Yugi e Kaiba contro Luce e Ombra (terza parte) 「結束せよ!」 - Kessokuse yo! – "Unione!" | 11 settembre 2001 | 26 aprile 2004 |
| 72                                                     | Nel corso dell'incontro, un'osservazione di Kaiba causa un alterco tra Lumis e Umbra che cominciano a litigare tra loro. |                   |                |
| 73                                                     | Doppio duello, Yugi e Kaiba contro Luce e Ombra (quarta parte) 「オベリスクの巨神兵」 - Obelisk no kyoushinhei – "Soldato Gigante dell'Obelisco" | 18 settembre 2001 | 28 aprile 2004 |
| 73                                                     | Usando la carta di Obelisco del tiranno, Kaiba vince lo scontro: le anime dei due nemici finiscono nel regno delle ombre, mentre Mokuba (che era stato rapito insieme a Joey e Téa) riesce a scappare. |                   |                |
| 74                                                     | Il salvataggio 「絆」 - Kizuna – "Legame" | 25 settembre 2001 | 30 aprile 2004 |
| 74                                                     | Seto, Yugi e Mokuba vanno in cerca di Joey e Téa. |                   |                |
| 75                                                     | Amici fino alla fine, Yugi contro Joey (prima parte) 「非情の決闘 - 遊戯 vs 城之内」 - Hijou no Duel - Yuugi vs Jounouchi – "Un duello crudele - Yuugi contro Jonouchi" | 2 ottobre 2001    | 3 maggio 2004  |
| 75                                                     | Yugi trova Joey che, sotto il controllo di Marik, sfida il suo amico vicino al mare; al termine dello scontro, il perdente verrà trascinato in acqua da un'ancora. Se allo scadere del tempo nessuno dei due avrà vinto, le ancore trascineranno entrambi. Téa, tornata cosciente, rischia a sua volta la vita. Marik costringe Yugi a non usare Slifer, mentre il suo servo Odion ha ottenuto 12 carte di localizzazione qualificandoli per le finali. |                   |                |
| 76                                                     | Amici fino alla fine, Yugi contro Joey (seconda parte) 「届け! 友情の真紅眼の黒竜」 - Todoke! Yuujou no Red Eyes Black Dragon – "Risveglio! Il Drago Nero Occhi Rossi dell'amicizia" | 9 ottobre 2001    | 5 maggio 2004  |
| 76                                                     | Il deck di Joey è composto da carte potenti che gli ha dato Marik, ma quando Yugi gli mostra il Drago Nero Occhi Rossi il ragazzo sembra recuperare la memoria e spezzare il controllo di Marik. |                   |                |
| 77                                                     | Amici fino alla fine, Yugi contro Joey (terza parte) 「絶望へのカウントダウン」 - Zetsubou no Countdown – "Il conto alla rovescia della disperazione" | 16 ottobre 2001   | 7 maggio 2004  |
| 77                                                     | Tristan, Serenity, Duke e Mai raggiungono il luogo del duello. |                   |                |
| 78                                                     | Amici fino alla fine, Yugi contro Joey (quarta parte) 「ボクを撃て! 運命のラストターン」 - Boku wo ute! Unmei no Last Turn – "Attaccami! Il fatale ultimo turno" | 23 ottobre 2001   | 10 maggio 2004 |
| 78                                                     | Lo scontro termina con la vittoria di Joey che, ritrovata la memoria, salva Yugi rischiando però di affogare a sua volta; a salvarlo interviene Serenity e il gruppo si ricompone in vista delle finali. |                   |                |
| 79                                                     | Duello nell'ombra 「ゴーストデッキ vs オカルトデッキ」 - Ghost Deck vs Occult Deck – "Deck Fantasma contro Deck Occulto" | 30 ottobre 2001   | 12 maggio 2004 |
| 79                                                     | Bakura, posseduto dalla sua parte malvagia, sfida a duello i vecchi scagnozzi di Bandith Keith e sposta la sfida nel regno delle ombre. Vincendo, ottiene le carte di localizzazione che i tre avevano rubato. |                   |                |
| 80                                                     | Luce, motore, duello! 「忍者使いマグナム見参」 - Ninja Master Magnum kenzan – "L'entrata in scena di Magnum, maestro dei ninja" | 6 novembre 2001   | 14 maggio 2004 |
| 80                                                     | Mai è costretta a battersi con Claude Magnum, un attore da lei conosciuto tempo prima ed invaghitosi della ragazza. Magnum le fa promettere di sposarlo in caso di vittoria del duello, ma non si arrende neanche dopo aver perso: Mai viene salvata da Joey. |                   |                |
| 81                                                     | L'inizio delle finali 「バトルシップ発進!」 - Battle Ship hasshin! – "Nave dei Duelli, partenza!" | 13 novembre 2001  | 17 maggio 2004 |
| 81                                                     | Alle finali, che si svolgono su un dirigibile e mantengono le regole del torneo, partecipano 8 concorrenti: Yugi, Joey, Seto, Mai, Bakura, Marik (sotto le false spoglia di Namu), Odion (che si presenta come Marik) e Ishizu (la quale si è mascherata per non venire riconosciuta). Per guadagnare la fiducia di Yugi e dei suoi amici (anch'essi saliti sul dirigibile), Marik rivela di aver aiutato Bakura mentre questi era ferito: il ragazzo non ricorda però come si è procurato la ferita. |                   |                |
| 82                                                     | Lo spirito oscuro: Yugi contro Bakura (prima parte) 「天空のファーストデュエル - 遊戯 vs 闇の獏良」 - Tenku no first duel - Yuugi vs Yami no Bakura – "Primo duello nel cielo - Yuugi contro Yami Bakura" | 27 novembre 2001  | 19 maggio 2004 |
| 82                                                     | I quarti di finale del torneo hanno inizio, con un'urna a determinare casualmente il sorteggio degli abbinamenti. Nella prima sfida Yugi è chiamato a misurarsi con Bakura, che rivela di essere nuovamente posseduto dallo spirito malvagio: questi ha stretto un accordo con Marik, finalizzato ad ottenere il potere degli oggetti magici. Lo scontro prende avvio sulla cima del dirigibile, con Yugi che si porta subito vicino alla vittoria: ciò faceva tuttavia parte di una strategia pianificata dall'avversario, al quale la carta Santuario Oscuro è sufficiente per capovolgere l'andamento della battaglia. |                   |                |
| 83                                                     | Lo spirito oscuro: Yugi contro Bakura (seconda parte) 「死を呼ぶウィジャ盤」 - Shi wo yobu ouija ban – "Tavola richiama morti Ouija" | 27 novembre 2001  | 21 maggio 2004 |
| 83                                                     | Bakura mette in campo la carta Tavola del destino che gli assicurerà una vittoria automatica completando la scritta FINAL con le apposite lettere: sul terreno di gioco appare il testo F-I-N-A, coi mostri di Yugi peraltro posseduti dallo spirito del santuario che rivolge gli attacchi allo stesso mittente. |                   |                |
| 84                                                     | Lo spirito oscuro: Yugi contro Bakura (terza parte) 「闇を砕け - 神の一撃!」 - Yami wo kutake - Kami no ichigeki! – "Dissipare l'oscurità - Il colpo della divinità!" | 27 novembre 2001  | 24 maggio 2004 |
| 84                                                     | Yugi pesca Slifer e lo impiega per la prima volta, chiamando in campo il drago con un triplice sacrificio di mostri: per evitare la sconfitta del loro alleato, Marik e Odion liberano Bakura dalla possessione dell'anello lasciando sul campo il ragazzo ancora ferito. Timoroso per la salute dell'amico, Yugi esita a sferrare l'attacco decisivo ma lo spirito rientra nel corpo di Bakura in quanto ha bisogno della sua integrità per sopravvivere: il duello è infine vinto da Yugi, con l'oggetto magico che appare al collo di Tèa all'insaputa degli altri. Bakura cade invece in un apparente coma, rimanendo tuttavia cosciente. |                   |                |
| 85                                                     | La furia delle divinità egizie 「秘められた力 - 神のカードの謎」 - Himirarete chikara - Kami no Card no nazo – "Potere nascosto - Il mistero delle carte delle divinità" | 4 dicembre 2001   | 26 maggio 2004 |
| 85                                                     | Shadi, già apparso dopo la sfida con Pegasus, ricompare sul dirigibile e racconta ai presenti la storia delle divinità egizie. |                   |                |
| 86                                                     | Il risveglio del male (prima parte) 「城之内 vs トラップデッキ!」 - Jounouchi Vs Trap Deck – "Jonouchi contro il Deck Trappola" | 11 dicembre 2001  | 28 maggio 2004 |
| 86                                                     | L'abbinamento del secondo match pone di fronte Joey e Odion, ancora protetto dalla falsa identità di Marik: approcciatosi al duello con troppa spavalderia, il ragazzo cade nelle trappole tesegli dall'avversario e perde numerosi Life Points. |                   |                |
| 87                                                     | Il risveglio del male (seconda parte) 「受け継ぎし魂 - サイコショッカー反撃!」 - Uketsugishi card - Psycho shocker hangeki – "Le carte ereditate - Gli scioccanti contrattacchi psichici" | 18 dicembre 2001  | 31 maggio 2004 |
| 87                                                     | Rimasto in gioco con soli 200 punti, Joey riesce a sovvertire la situazione chiamando in campo Jinzo e vanificando le trappole avversarie: Odion precipita quindi a 400 Life Points, ma scopre nel suo deck una copia contraffatta del Drago Alato di Ra. Posizionato il mostro al sicuro per evocarlo in seguito, il servitore di Marik chiama sul terreno anche Bestia Mistica di Sergeth alla quale un attacco sarebbe sufficiente per eliminare Joey. |                   |                |
| 88                                                     | Il risveglio del male (terza parte) 「ラーの翼神竜を召喚せよ」 - Ra no yokushinryuu wo shoukanse yo – "L'evocazione del Drago Alato di Ra" | 25 dicembre 2001  | 2 giugno 2004  |
| 88                                                     | La Bestia Mistica distrugge Jinzo e gli altri mostri chiamati in campo da Joey, il quale aveva schierato nei turni precedenti le carte ricevute da Brukido e Mako. Il gruppo inizia però a sospettare della vera identità di Odion, la cui lealtà durante lo scontro si pone agli antipodi delle scorrettezze compiute dai Rare Hunter: per fugare ogni dubbio, Marik ordina al servitore di utilizzare il drago alato per sferrare l'attacco finale. |                   |                |
| SP                                                     | 「遊☆戯☆王 デュエルモンスターズ S」 - Yūgiō Dyueru Monsutāzu S – "Yu-Gi-Oh! Duel Monsters S" | 1º gennaio 2002   | inedito        |
| SP                                                     | Episodio riassuntivo degli eventi principali riguardanti la Città dei Duelli narrato da Tea e Serenity. |                   |                |
| 89                                                     | Il risveglio del male (quarta parte) 「ラーの怒り - 立て 城之内!」 - Ra no ikari - Tate Jounouchi! – "La furia di Ra - Alzati, Jonouchi!" | 8 gennaio 2002    | 4 giugno 2004  |
| 89                                                     | Seppur impaurito dall'usare il drago alato, Odion schiera in campo Ra ma l'utilizzo di una carta falsa provoca l'ira del mostro originale sito nel deck di Marik: sul dirigibile si abbattono violenti fulmini, con Joey e Odion che svengono entrambi dopo essere stati colpiti da scariche elettriche. Kaiba e l'arbitro decidono di assegnare la vittoria al primo duellante capace di rialzarsi in piedi, squalificando di conseguenza l'avversario: Joey riguadagna conoscenza e viene proclamato vincitore, ma Odion riprende a propria volta i sensi e smaschera davanti al gruppo la reale identità di Marik. |                   |                |
| 90                                                     | Il potere della mente: Mai contro Marik (prima parte) 「舞 vs マリク - 闇のデュエル」 - Mai vs Malik - Yami no duel – "Mai contro Malik - Duello delle ombre" | 15 gennaio 2002   | 7 giugno 2004  |
| 90                                                     | Joey rivela agli amici di essersi rialzato dopo un sogno nel quale questi lo incoraggiavano, ma a causa dell'imbarazzo nega che Mai fosse presente suscitando il malumore dell'amica. La ragazza viene in seguito sorteggiata per affrontare Marik, di cui Joey aveva richiesto invano l'espulsione dal torneo per aver partecipato con falsa identità. Lo scontro ha inizio e Marik trascina il duello nel regno delle ombre, minando la serenità di Mai: la donna, che aveva già deciso d'ignorare i consigli di Yugi e degli altri poiché arrabbiata con Joey, perde inoltre i suoi ricordi di Téa dopo che l'avversario ha distrutto un mostro a lei collegato. |                   |                |
| 91                                                     | Il potere della mente: Mai contro Marik (seconda parte) 「神のカードを奪え」 - Kami no card wo ubae – "Sottrarre la carta delle divinità" | 22 gennaio 2002   | 9 giugno 2004  |
| 91                                                     | Yugi interviene con il suo oggetto magico, facendo ritrovare mordente a Mai: nel corso del duello la ragazza cancella dalla mente di Marik i ricordi del mimo e di Arkana, senza però impensierire il malvagio opponente. Perso il ricordo di Joey, la donna riesce a sottrarre Ra al suo avversario ma qualcosa non funziona: anche se chiamato sul terreno di gioco, il drago alato rimane avvolto in un sigillo che lo rende inservibile. |                   |                |
| 92                                                     | Il potere della mente: Mai contro Marik (terza parte) 「古代神官文字の謎」 - Hieratic text no nazo – "Il mistero del testo ieratico" | 29 gennaio 2002   | 11 giugno 2004 |
| 92                                                     | Marik rivela che per usare il drago alato è necessario conoscere l'antica lingua del testo impresso sulla carta, richiamando così Ra dalla sua parte dopo aver recitato la formula: Mai viene sconfitta dal mostro leggendario e intrappolata in una sorta di coma, con le sue memorie destinate a svanire gradualmente. Su richiesta di Seto, indicato da Marik come uno dei possibili predestinati a governare il drago, Mokuba invia ai sistemi di bordo un fotogramma della carta per decifrarne l'iscrizione impressa. |                   |                |
| 93                                                     | Duello col destino: Kaiba contro Ishizu (prima parte) 「海馬 vs 8人目のデュエリスト」 - Kaiba vs 8th duelist – "Kaiba contro l'ottavo duellante" | 5 febbraio 2002   | 14 giugno 2004 |
| 93                                                     | L'ultima sfida dei quarti di finale abbina Seto e Ishizu, nascosta dal velo fino a quel momento: una brutale strategia di Kaiba mina il deck dell'avversaria, eliminando gran parte dei mostri disponibili. La donna prevede comunque le mosse del ragazzo tramite la collana magica, conoscendo in anticipo l'esito del duello. |                   |                |
| 94                                                     | Duello col destino: Kaiba contro Ishizu (seconda parte) 「未来を変える一撃」 - Mirai wo kaeru ichigeki – "Un attacco che cambia il futuro" | 12 febbraio 2002  | 16 giugno 2004 |
| 94                                                     | Ishizu ribalta le sorti dello scontro sostituendo le carte nel deck con quelle spedite al cimitero, lasciando comunque Obelisco in mano a Seto: la divinità è bersaglio di una trappola che ne potrebbe comportare l'autodistruzione, sconfiggendo così Kaiba. La barra di Marik si illumina all'improvviso, mostrando ai presenti una visione dell'antico Egitto in cui appare il Drago Bianco: sebbene rifiuti di credere al collegamento col passato, Seto cambia strategia e batte Ishizu che non aveva previsto l'intervento del fratello. La donna si complimenta col ragazzo per aver cambiato il destino, avvertendolo anche del suo importante ruolo nell'antichità. |                   |                |
| 95                                                     | Il segreto del guardiano della tomba 「明かされるイシュタール家の真実」 - Akasareru Ishtar-ke no shinjitsu – "La verità della famiglia Ishtar rivelata" | 19 febbraio 2002  | 18 giugno 2004 |
| 95                                                     | Ishizu rivela a Yugi altre storie dell'antico Egitto, mentre la parte malvagia di Bakura ricompare e sfida Marik ad un gioco delle ombre. |                   |                |
| 96                                                     | Duello nel regno delle ombre: Marik contro Bakura (prima parte) 「闇 vs 闇」 - Yami vs Yami – "Oscurità contro oscurità" | 26 febbraio 2002  | 23 giugno 2004 |
| 96                                                     | Bakura e Marik si confrontano tramite i poteri degli oggetti magici, ma la situazione di stallo induce i due a sfidarsi in un gioco delle ombre: gli averi di ciascun contendente vengono posti in palio. |                   |                |
| 97                                                     | Duello nel regno delle ombre: Marik contro Bakura (seconda parte) 「ONE TURN KILL」 - One Turn Kill – "One Turn Kill (Ucciso in un turno)" | 5 marzo 2002      | 25 giugno 2004 |
| 97                                                     | Marik schiera in campo Ra, attivandone poi un potere che gli consente di fondersi col drago trasferendo al mostro leggendario tutti i suoi Life Points tranne uno: lo spirito di Bakura viene sconfitto a duello e gettato nel regno oscuro, dichiarando tuttavia di poterlo abbandonare in qualsiasi momento. |                   |                |

### Terza stagione
| Nº                                                       | Titolo italiano Giapponese 「Kanji」 - Rōmaji - Traduzione letterale | In onda           | In onda              |
| Nº                                                       | Titolo italiano Giapponese 「Kanji」 - Rōmaji - Traduzione letterale | Giapponese        | Italiano             |
| Arco di Noah (23 episodi)                                | |                   |                      |
| 98                                                       | Un incubo virtuale 「未知なる挑戦者 - 巨大機動要塞浮上!」 - Miranaru chousensha - Kyodaiki touyousaifujou – "Lo sfidante misterioso - La gigante fortezza mobile si innalza" | 12 marzo 2002     | 2004                 |
| 98                                                       | La nave di Kaiba viene attirata in una fortezza sull'acqua, dove un ragazzo di nome Noah e i dirigenti licenziati da Kaiba vogliono vendicarsi di Seto Kaiba, portandoli in un mondo virtuale dove cercano di sconfiggere Kaiba, Yugi e gli altri per tornare al mondo reale con il loro corpi. |                   |                      |
| 99                                                       | Isolati Nel Cyberspazio 「デッキマスター 深海の戦士」 - Deck Master shinkai no senshi – "Deck Master: Guerriero acquatico" | 19 marzo 2002     | 2004                 |
| 100                                                      | Fantasmi del passato 「恐怖の再生コンボ」 - Kyoufu no saisei combo – "La terrificante combinazione rigenerante" | 26 marzo 2002     | 2004                 |
| 101                                                      | Pericoli cibernetici 「反撃のレインボーアーチ」 - Hangeki no Rainbow arch – "Il ponte arcobaleno del contrattacco" | 9 aprile 2002     | 2004                 |
| 102                                                      | Tea duellante 「氷上の決闘 - 狙われた杏子」 - Hyoujou no duel - Nerawareta Anzu – "Duello sul ghiaccio - Anzu nel mirino" | 16 aprile 2002    | 2004                 |
| 103                                                      | Fra realtà e illusione 「輝け! 賢者の宝石」 - Kagayake! Kenja no houseki – "Brilla! Gioiello del saggio" | 23 aprile 2002    | 2004                 |
| 104                                                      | Duello in tribunale / Il giudice Johnson 「デッキマスター ジャッジマンの裁き」 - Deck Master Judjeman no sabaki – "Deck Master: Giudizio del giudice" | 30 aprile 2002    | 2004                 |
| 105                                                      | Udienza di battaglia / Giudizio Inappellabile 「勝利への賭け」 - Jouri e no kake – "Azzardare per la vittoria" | 7 maggio 2002     | 2004                 |
| 106                                                      | Minaccia metallica / Il baratro della sconfitta 「男の花道 - 本田玉砕」 - Otoko no hanamichi - Honda kyokusai – "La strada della gloria di un uomo - L'onorevole sconfitta di Honda" | 14 maggio 2002    | 2004                 |
| 107                                                      | Nemico robotizzato / Un aiuto inaspettato 「聖女ジャンヌ三位一体の攻撃」 - Seijou Jannu Sanmiittai no kougeki – "L'attacco della trinità di San Jannu" | 21 maggio 2002    | 15-16 settembre 2004 |
| 108                                                      | Un conto in sospeso / Il duello della vendetta 「さらわれたモクバ - 海馬 vs サイコショッカー」 - Sarawareta Mokuba - Kaiba vs Psycho Shocker – "Mokuba rapito - Kaiba contro Psycho Shocker" | 28 maggio 2002    | 2004                 |
| 109                                                      | Una vecchia ferita / Bersaglio spaziale 「宇宙からの攻撃 - サテライトキャノン」 - Uchuu kara no kougeki - Satellite cannon – "Attacco dallo spazio aperto - Il cannone satellite" | 4 giugno 2002     | 2004                 |
| 110                                                      | Il segreto di Noah / Dirigenti ribelli 「深まる謎 - 乃亜の正体」 - Fukamaru nazo - Noa no Shoutai – "Il mistero approfondito - La vera identità di Noa" | 11 giugno 2002    | 2004                 |
| 111                                                      | L'unione dei cinque / La rimonta degli eroi 「ビッグ5の逆襲」 - Big 5 no gyakushuu – "Il contrattacco dei Big 5" | 18 giugno 2002    | 2004                 |
| 112                                                      | Gioco d'astuzia / Colpo di scena 「狙われた城之内 - 勝利への連係プレー」 - Nerawareta Jounouchi - Shouri e no renkei play – "Bersaglio: Jonouchi - Il lavoro di squadra combatte per la vittoria" | 25 giugno 2002    | 29-30 settembre 2004 |
| 113                                                      | Due contro cinque 「倒せ! ファイブゴッドドラゴン」 - Taose! Five God Dragon – "Sconfiggilo! I cinque draghi divini" | 2 luglio 2002     | 2004                 |
| 114                                                      | Il bandolo della matassa 「乃亜vs瀬人 - 天地創造の決闘」 - Noa vs Seto - Tenchisouzou no duel – "Noa contro Seto - Il duello della Creazione del Cielo e della Terra" | 9 luglio 2002     | 2004                 |
| 115                                                      | Due mondi, due verità 「無敵デッキマスター - 奇跡の箱舟」 - Muteki Deck Master - Kiseki no Hakobune – "L'invincibile Deck Master - L'arca dei miracoli" | 16 luglio 2002    | 2004                 |
| 116                                                      | Fratelli in battaglia 「モクバを救え! 運命の第七ターン」 - Mokuba wo sukue! Unmei no dainana turn – "Salvare Mokuba! Il settimo turno del destino" | 23 luglio 2002    | 13 ottobre 2004      |
| 117                                                      | La minaccia finale di Noah 「引き継ぎし山札 - 遊戯vs乃亜」 - Hikitsugishi Deck - Yuugi vs Noa – "Cambio di Deck - Yuugi contro Noa" | 30 luglio 2002    | 18 ottobre 2004      |
| 118                                                      | La forza dell'amicizia 「LP 10000 vs 100!!」 - LP 10000 vs 100!! – "10000 Life Points contro 100!!" | 6 agosto 2002     | 20 ottobre 2004      |
| 119                                                      | Libertà a portata di mano 「海馬家の闇」 - Kaiba-ke no yami – "L'oscurità della famiglia Kaiba" | 13 agosto 2002    | 25 ottobre 2004      |
| 120                                                      | Un passato da seppellire 「エクゾディア·ネクロス」 - Exodia Necross – "Exodia Necross" | 20 agosto 2002    | 27 ottobre 2004      |
| 121                                                      | Una lotta contro il tempo 「脱出!!」 - Dasshutsu!! – "Fuga!!" | 27 agosto 2002    | 1º novembre 2004     |
| Arco della Città dei Duelli (seconda parte) (22 episodi) | |                   |                      |
| 122                                                      | Ricomincia il torneo 「決戦の地 - アルカトラズ」 - Kessen no chi - Alcatraz – "Il luogo delle finali - Alcatraz" | 3 settembre 2002  | 3 novembre 2004      |
| 122                                                      | Yugi, Joey, Marik e Seto sono i semifinalisti del torneo che riprende sull'isola: per determinare l'accoppiamento dei prossimi incontri, Kaiba ha la singolare idea di una battaglia totale il cui ordine d'eliminazione dei giocatori sancirà l'incrocio dei restanti duelli. Con 4 000 Life Points ciascuno, Seto attacca subito Joey in cui difesa interviene Yugi. |                   |                      |
| 123                                                      | I misteri del destino 「バトルロイヤル!」 - Battle Royal! – "Battle Royal!" | 10 settembre 2002 | 8 novembre 2004      |
| 123                                                      | Lo scontro totale vive alterne situazioni, con Joey che infligge ben 1 800 punti di danno a Kaiba; questi è tuttavia orientato a misurarsi con Yugi, mentre Joey ha l'obiettivo di affrontare Marik per vendicare Mai e liberarla dalla prigionia. |                   |                      |
| 124                                                      | Amici da difendere 「それぞれの対戦者」 - Sorezore no taisensha – "I loro rispettivi avversari" | 17 settembre 2002 | 10 novembre 2004     |
| 124                                                      | Riuscito ad annientare i punti di Marik con un'astuta mossa, Joey viene in seguito eliminato da Kaiba che sfiderà così Yugi nella seconda semifinale. |                   |                      |
| 125                                                      | Il ritorno delle tenebre 「闇の準決勝 - 城之内 vs マリク」 - Yami no junkeshou - Jounouchi vs Malik – "La semifinale dell'oscurità" | 24 settembre 2002 | 15 novembre 2004     |
| 125                                                      | Il primo confronto delle semifinali abbina Joey e Marik, la cui divinità egizia ha attirato le ambizioni di Seto: analizzando il testo della carta che i terminali hanno decifrato, l'organizzatore del torneo avverte però un'istintiva comprensione delle scritture rafforzando le teorie di Ishizu circa il suo ruolo nell'antico Egitto. La sfida ha quindi inizio con Marik che trascina immediatamente la contesa nel regno delle ombre, replicando quanto già fatto contro Mai. |                   |                      |
| 126                                                      | Le trappole di Marik 「地獄の詩人 - ヘルポエマー」 - Jigoku no shijin - Hellpoemer – "Il poeta infernale - Hellpoemer" | 1º ottobre 2002   | 2004                 |
| 126                                                      | Marik attenta ai Life Points di Joey in via indiretta, piazzando numerose trappole tra cui Venditore di bare e il mostro-effetto Hellpoemer: neanche la breve comparsa di Jinzo sul campo riesce a mutare le sorti del duello, in quanto l'androide viene sacrificato dall'avversario per evocare Golem di lava dalla parte di Joey. L'elevato potere di attacco del mostro (pari a 3 000) suscita perplessità nel ragazzo, facendo infatti parte di una strategia che l'opponente aveva pianificato quale ennesima trappola. |                   |                      |
| 127                                                      | Una luce nell'ombra 「逆転! 稲妻の戦士」 - Gyakuten! Gilford the Lightning – "Deviazione di percorso! Gilford il Fulmine" | 8 ottobre 2002    | 2004                 |
| 127                                                      | Vittima di una nuova trappola innescata dall'ingenua offensiva compiuta usando il mostro ricevuto da Marik, Joey prova a rimediare dopo che una fortunata combinazione di carte sembra spianargli la strada. L'attacco di Gilford viene però respinto, con Marik che evoca quindi dal cimitero la propria divinità egizia. |                   |                      |
| 128                                                      | La forza di Ra 「城之内死す」 - Jounouchi Shisu – "La morte di Jonouchi" | 15 ottobre 2002   | 2004                 |
| 128                                                      | Col sacrificio di 1 000 Life Points, Marik attiva l'attacco immediato di Ra distruggendo Gilford e colpendo duramente Joey che pure non subisce danno in termini di punti: la divinità egizia scompare dal campo dopo un solo turno a causa del suo effetto, ma le prolungate sofferenze di Joey per l'influsso delle ombre ne causano lo svenimento prima che il ragazzo possa aggiudicarsi la vittoria completando la sua fase di gioco. Marik accede alla finale per squalifica dell'avversario, cui erano stati concessi 30" per rialzarsi da terra: analogamente a Mai e Bakura, Joey finisce in una sorta di coma sebbene le sue condizioni non appaiono gravi come quelle degli amici. |                   |                      |
| 129                                                      | Scontro al Colosseo 「天空闘戯場 - 遊戯 vs 海馬」 - Tenkou Colosseum - Yuugi vs Kaiba – "Il Colosseo del Cielo - Yuugi contro Kaiba" | 22 ottobre 2002   | 2004                 |
| 129                                                      | Ancora scosso per il destino dell'amico, Yugi scende in campo contro Seto in un'arena olografica che riproduce il Colosseo: capitato in possesso di Obelisco già alla prima mano, Kaiba schiera sul terreno mostri meccanici che possono assemblarsi tra loro. Chiamati a propria difesa guerrieri magnetici e cavalieri reali, Yugi inibisce l'evocazione della divinità avversaria per un totale di 3 turni: quando Seto tenta di far suo Slyfer tramite una carta magia che scopre l'intero deck del giocatore, Yami riesce a riprendere il controllo del drago avendolo ora in mano. |                   |                      |
| 130                                                      | La sfida continua 「神を喚よぶ三騎士」 - Kami wo yobu san kishi – "I tre cavalieri per evocare la divinità" | 29 ottobre 2002   | 2004                 |
| 130                                                      | Mokuba e il resto dell'equipaggio tentano invano di contattare un servizio di soccorso per Joey, con le trasmissioni elettriche fuori uso. Yugi e Seto proseguono invece il loro duello, col primo che evoca Slyfer compiendo il triplice sacrificio dei cavalieri reali: Kaiba protegge tuttavia il suo mostro meccanico dall'assalto della divinità, richiamando poi la creatura in campo e usandola come tributo per far scendere in campo Obelisco. |                   |                      |
| 131                                                      | Scontro tra divinità 「激突! 神 vs 神」 - Gekitotsu! Kami vs Kami – "Scontro! Divinità contro divinità" | 5 novembre 2002   | 2004                 |
| 131                                                      | Yugi e Seto modulano le rispettive strategie con l'obiettivo di potenziare la propria divinità e indebolire al contempo l'avversaria, ma i due mostri entrano infine in collisione generando un'esplosione che riattiva i terminali elettronici. Mokuba riesce così a contattare i soccorsi, mentre Joey — che in sogno partecipa a vari tornei di Duel Monsters — manifesta lievi segnali di ripresa. |                   |                      |
| 132                                                      | Un tuffo nel passato 「受け継ぎし運命の決闘」 - Uketsugishi shuukumei no duel – "Il duello ereditato dal destino" | 12 novembre 2002  | 2004                 |
| 132                                                      | In seguito allo scontro delle divinità, gli oggetti magici di Yugi e Marik si illuminano mostrando una visione dell'antico Egitto in cui si affrontano Drago Bianco Occhi Blu e Mago Nero: alla scena assite anche Kaiba, il quale rifiuta però di credere a collegamenti col passato. Yugi riesce ad evocare il proprio incantatore, ma l'attacco portato al Signore dei Draghi fallisce per il temporaneo ritorno in campo di Obelisco la cui difesa comporta una perdita di ben 1 500 Life Points. |                   |                      |
| 133                                                      | Due amici due duelli 「友との誓い - 真紅眼の黒竜」 - Tomo to Chikai - Red Eyes Black Dragon – "La promessa ad un amico - Drago Nero Occhi Rossi" | 19 novembre 2002  | 2004                 |
| 133                                                      | Kaiba schiera i tre draghi bianchi, ma l'effetto della carta magia usata per evocarli fa apparire sul terreno anche Drago Nero Occhi Rossi la cui presenza determina il risveglio di Joey dal coma. |                   |                      |
| 134                                                      | Gli insegnamenti del passato 「憎しみを撃て! ブラックパラディン」 - Nikushimi wo ute! Black Paladin – "Distruggere l'odio! Black Paladin" | 26 novembre 2002  | 2004                 |
| 134                                                      | La squadra di soccorso giunge finalmente in aiuto di Joey, il quale ha però ripreso condizioni ottimali e si dirige all'arena per sostenere Yugi nelle battute finali dello scontro: Seto attiva una carta che obbliga i giocatori a scegliere tre sole carte per completare il duello, ricorrendo poi alla fusione dei draghi per generare Drago Finale Occhi Blu. Yugi unisce invece Mago Nero e Combattente delle Lame (il quale guadagna 500 punti per ogni drago) per dar vita al Paladino Oscuro, che mantiene i poteri dello spadaccino incrementando il suo valore offensivo a causa del mostro avversario: neutralizzata la fusione di Kaiba, il Paladino distrugge i tre draghi consegnando la vittoria a Yugi.                                                                                |                   |                      |
| 135                                                      | In gara per il bronzo 「炎の凡骨ロード - 城之内 vs 海馬」 - Honoo no bonkotsu road - Jounouchi vs Kaiba – "La mediocre via di fiamme - Jonouchi contro Kaiba" | 3 dicembre 2002   | 2004                 |
| 135                                                      | Seto consegna a Yugi la carta di Obelisco, col ragazzo ormai pronto a sfidare Marik nell'incontro decisivo. Joey spinge invece Kaiba ad una sfida non ufficiale per il terzo posto, ritrovandosi però con un deck contaminato già alla prima mano per la strategia che l'avversario aveva già impiegato contro Ishizu. |                   |                      |
| 136                                                      | La battaglia di Joey 「青眼の白龍 vs 青眼の白龍」 - Blue Eyes White Dragon Vs Blue Eyes White Dragon – "Drago Bianco Occhi Blu contro Drago Bianco Occhi Blu" | 10 dicembre 2002  | 2004                 |
| 136                                                      | Joey prende temporaneamente possesso del Drago Bianco, suscitando le ire di Kaiba con l'esito del duello ancora in stallo. Ishizu avverte Téa, le cui azioni sono controllate dalla parte buona di Marik, dei pericoli che conseguirebbero alla vittoria del fratello nel torneo. |                   |                      |
| 137                                                      | Battaglia sofferta 「真のデュエリストへの道」 - Shin no duelist e no michi – "La strada per diventare un vero duellante" | 17 dicembre 2002  | 29 dicembre 2004     |
| 137                                                      | Kaiba si salva dall'ultima offensiva di Joey e contrattacca vincendo il match, mentre Yugi si reca all'arena per affrontare Marik. Scosso da Mokuba, Seto comprende la profondità del suo ruolo nell'antico Egitto e consegna a Yugi una carta che aveva pianificato di utilizzare contro Ra. |                   |                      |
| 138                                                      | La battaglia finale 「決勝戦 - 遊戯 vs マリク」 - Final - Yuugi vs Malik – "Finale - Yuugi contro Malik" | 24 dicembre 2002  | 2005                 |
| 138                                                      | Seto ha donato a Yugi la carta Santuario del demone, i cui poteri sono però ancora avvolti nel mistero: la posta in palio del duello riguarda non solamente il destino di Mai e Bakura, ma anche il lato buono di Marik e il piccolo Yugi che in caso di sconfitta verrebbero confinati nel regno oscuro. Consapevole del pericolo cui si sta esponendo, Yugi inizia lo scontro con Marik e subisce lievi perdite di Life Points: il tributo dei cavalieri reali dà spazio alla discesa in campo di Slyfer, cui l'avversario replica immediatamente chiamando Ra dal cimitero. |                   |                      |
| 139                                                      | Lo scontro finale prosegue 「悪魔の聖域発動!」 - Devil Sanctuary Katsudou! – "Santuario del demone Attivato!" | 31 dicembre 2002  | 2005                 |
| 139                                                      | Lo scontro delle divinità egizie si risolve in favore di Marik, contro il cui mostro nemmeno la carta che Yugi ha ricevuto da Seto — con l'effetto di generare un segnalino demoniaco capace di rivolgere al mittente ciascun assalto — sembra avere utilità: divenuto bersaglio della sua stessa offensiva, l'avversario scioglie infatti la fusione con Ra evitando di subire i danni del contrattacco. Spesi 1 000 Life Points quale costo di mantenimento del segnalino demoniaco, Yugi triplica le copie ricorrendo al suo Moltiplicatore e le sacrifica per evocare Obelisco che compie un immediato attacco diretto. |                   |                      |
| 140                                                      | I ricordi di Marik 「不死の壁 - ゴッドスライム」 - Fushi no kabe - God Slime – "Il muro immortale - La divinità di plasma" | 7 gennaio 2003    | 2005                 |
| 140                                                      | La perdita di 4 000 Life Points — cui ne erano stati aggiunti 700 nel corso dei turni precedenti — rientrava nella strategia di Marik, il quale genera un clone di Obelisco poiché ultimo mostro ad aver effettuato un attacco: a supporto del doppione agiscono poi carte già usate dal mimo contro Yugi nelle eliminatorie del torneo, ovvero una creatura di plasma indistruttibile in battaglia e una melma difensiva che intercetta ogni assalto avversario. All'interno del dirigibile Odion riprende intanto conoscenza dal coma in cui era caduto dopo la sfida con Joey, mentre il lato buono di Marik possiede ancora Téa e rivela che esiste un modo per salvarlo. |                   |                      |
| 141                                                      | Il duello continua 「オベリスクの怒り - ソウルエナジーMAX」 - Obelisk no ikari - Soul Energy MAX – "La rabbia di Obelisco - Energia dell'anima al massimo" | 14 gennaio 2003   | 10 gennaio 2005      |
| 141                                                      | Marik richiama in campo Ra, la cui prima offensiva viene contrastata da Yugi resuscitando per un solo turno Slyfer e ponendolo a protezione dell'altra divinità: per opporsi al secondo attacco Yugi sacrifica il clone in plasma dell'avversario e porta ad infinito i valori di Obelisco, ma il piano fallisce quando Marik attiva una carta che salvaguarda Ra dal subire danni contro mostri di livello inferiore. Mentre Odion si dirige verso la torre malgrado sia ancora debole, Yugi sacrifica Gazelle e la divinità per evocare il Mago Nero: la contemporanea presenza di due incantantori (in quanto sul campo era già stata schierata la Giovane Maga Nera) è infatti necessaria per l'attivazione di Ragnarok, carta magia con l'effetto di rimuovere ciascun mostro avversario dal gioco. |                   |                      |
| 142                                                      | La vittoria della luce 「バトルシティ終結!」 - Battle City shuuketsu! – "La Città dei Duelli si conclude!" | 21 gennaio 2003   | 12 gennaio 2005      |
| 142                                                      | Intervenendo sul luogo dello scontro Odion aiuta il lato buono di Marik a riprendere possesso del proprio corpo, mentre Ra — col quale il nemico si era fuso mantenendo un unico Life Point — viene eliminato da tutti i mostri che Yugi aveva al cimitero e nel deck: l'entità malvagia conosce una definitiva scomparsa quando Marik si ritira dal duello, confinando così la metà oscura nel regno delle ombre. Yugi è dichiarato vincitore del torneo per abbandono dell'avversario, ricevendo quale premio la terza carta delle divinità egizie. |                   |                      |
| 143                                                      | Fuga dall'isola 「アルカトラズ炎上」 - Alcatraz enjou – "La distruzione di Alcatraz" | 28 gennaio 2003   | 2005                 |
| 144                                                      | Uno sguardo al passato per un nuovo futuro 「兆」 - Kizashi – "Segno" | 4 febbraio 2003   | 2005                 |

### Quarta stagione
| Nº                        | Titolo italiano Giapponese 「Kanji」 - Rōmaji - Traduzione letterale | In onda           | In onda        |
| Nº                        | Titolo italiano Giapponese 「Kanji」 - Rōmaji - Traduzione letterale | Giapponese        | Italiano       |
| Arco di Doma (39 episodi) | |                   |                |
| 145                       | Una nuova forza del male 「新たなる闇の鼓動」 - Aratanaru yami no kodou – "Il battito di una nuova oscurità"                                                                | 11 febbraio 2003  | 23 maggio 2005 |
| 146                       | Questione di strategia 「オレイカルコスの結界」 - Orichalcos no kekkai – "Il sigillo di Orichalcos"                                                                         | 18 febbraio 2003  | 24 maggio 2005 |
| 147                       | La leggenda dei draghi 「名もなき竜 - ティマイオス」 - Namonaki ryuu - Timaeus                                                                                              | 25 febbraio 2003  | 25 maggio 2005 |
| 148                       | L'invito di Pegasus 「ペガサスからの招待状」 - Pegasus kara no shoutaijou – "Un invito da Pegasus"                                                                          | 4 marzo 2003      | 26 maggio 2005 |
| 149                       | De'ja' vu 「トゥーンワールドの悪夢」 - Toon World no akumu – "L'incubo del Mondo Toon"                                                                                      | 11 marzo 2003     | 27 maggio 2005 |
| 150                       | Il consiglio della Maga Nera 「目覚めよ! クリティウス」 - Mezame yo! Critias – "Risveglio! Critias"                                                                         | 18 marzo 2003     | 30 maggio 2005 |
| 151                       | L'imboscata 「予期せぬ敵」 - Yokiseme teki – "Un nemico inaspettato" | 25 marzo 2003     | 31 maggio 2005 |
| 152                       | Un duello difficile 「闇に堕ちた舞」 - Yami no ochida Mai – "Mai che cade nell'oscurità"                                                                                    | 1º aprile 2003    | 1º giugno 2005 |
| 153                       | La carta di Joey 「よみがえれ! 第三の竜」 - Yomigaere! Daisan no ryuu – "Rivivi! Il terzo drago"                                                                            | 8 aprile 2003     | 2 giugno 2005  |
| 154                       | La carta bianca 「ヘルモスの奇跡」 - Hermos no kiseki – "Il miracolo di Hermos"                                                                                             | 15 aprile 2003    | 3 giugno 2005  |
| 155                       | La sfida 「ターゲットは名もなき王」 - Target wa Namonaki Pharaoh – "L'obiettivo è il Faraone senza nome"                                                                    | 22 aprile 2003    | 6 giugno 2005  |
| 156                       | Il destino del faraone 「遊戯 vs ラフェール - 鉄壁のガーディアンデッキ」 - Yuugi vs Rafael - Teppeki no Guardian Deck – "Yuugi contro Rafael - L'incrollabile Deck custode" | 29 aprile 2003    | 7 giugno 2005  |
| 157                       | Ricordi del passato 「ドーマの真実」 - Doma no shinjitsu – "La verità di Doma"                                                                                              | 6 maggio 2003     | 8 giugno 2005  |
| 158                       | Le tentazioni del potere 「遊戯の中の闇 - ティマイオス消滅」 - Yuugi no naka no yami - Timaeus shoumetsu – "L'oscurità dentro Yuugi - Timaeus scompare"                     | 13 maggio 2003    | 9 giugno 2005  |
| 159                       | La prova 「引きさかれた魂」 - Hikisakareta tamashi – "Un'anima catturata"                                                                                                   | 20 maggio 2003    | 10 giugno 2005 |
| 160                       | Binari trappola 「暴走特急デュエル」 - Bousou tokkyuu duel – "Duello sul treno in fuga"                                                                                     | 27 maggio 2003    | 13 giugno 2005 |
| 161                       | Sete di vendetta 「パワーアップデッキ! 羽蛾 & 竜崎」 - Power up Deck! Haga & Ryuzaki – "Deck potenziato! Haga & Ryuzaki"                                                    | 3 giugno 2003     | 15 giugno 2005 |
| 162                       | Salvi per miracolo 「ティマイオス発動せず」 - Timaeus hatsudousezu – "Timaeus non vuole attivarsi"                                                                          | 10 giugno 2003    | 16 giugno 2005 |
| 163                       | Il cerchio delle anime perdute 「対決! 二人の遊戯」 - Taiketsu! Futari no Yuugi – "Confronto! I due Yuugi"                                                                  | 17 giugno 2003    | 17 giugno 2005 |
| 164                       | La nuova guerra del passato 「オレイカルコス·ソルジャー」 - Orichalcos soldier – "Il soldato di Orichalcos"                                                                 | 24 giugno 2003    | 20 giugno 2005 |
| 165                       | Duello inatteso 「ヴァロン始動! 謎のアーマーデッキ」 - Valon shidou! Nazo no Armor Deck – "Valon si muove! Il misterioso Deck armatura"                                     | 1º luglio 2003    | 22 giugno 2005 |
| 166                       | Volo della morte 「復讐のアメルダ - 大空中決闘」 - Fukushuu no Amelda - Daikuuchuu duel – "La vendetta di Amelda - Duello nel cielo"                                        | 8 luglio 2003     | 23 giugno 2005 |
| 167                       | La mossa vincente 「天空の要塞 - ジグラート」 - Tenkuu no yousai - Ziggurat – "La fortezza nel cielo - Ziggurat"                                                            | 15 luglio 2003    | 27 giugno 2005 |
| 168                       | L'unione fa la forza 「忍びよるダーツの影」 - Shinobi yoru Dartz no kage – "L'ombra di Dartz striscia vicino"                                                               | 22 luglio 2003    | 29 giugno 2005 |
| 169                       | Duello per un'amica 「激突! 城之内 vs ヴァロン」 - Gekitotsu! Jounouchi vs Valon – "Scontro! Jonouchi contro Valon"                                                         | 29 luglio 2003    | 30 giugno 2005 |
| 170                       | Le carte corazzate 「フルアーマー·グラビテーション」 - Full armor gravitation – "Full armor gravitation"                                                                    | 5 agosto 2003     | 1º luglio 2005 |
| 171                       | Questione di principio 「響きあう魂」 - Hibikuau soul – "Anima risonante"                                                                                                   | 12 agosto 2003    | 4 luglio 2005  |
| 172                       | La falsa Mai 「激闘の果てに」 - Gekitou no hateni – "La fine della feroce battaglia"                                                                                        | 19 agosto 2003    | 6 luglio 2005  |
| 173                       | Il ravvedimento di Mai 「苦い勝利」 - Nigai shouri – "Una vittoria amara"                                                                                                   | 26 agosto 2003    | 7 luglio 2005  |
| 174                       | I guardiani 「運命の決闘! 遊戯 vs ラフェール!」 - Unmei no duel - Yuugi vs Rafael – "Il duello del destino - Yuugi contro Rafael"                                           | 2 settembre 2003  | 8 luglio 2005  |
| 175                       | La carta del Faraone 「不死身! ガーディアン·デスサイス」 - Fujimi! Guardian Deathschyte – "Invincibile! Il Guardiano Falce della morte"                                     | 9 settembre 2003  | 11 luglio 2005 |
| 176                       | Vittoria e paura 「心の闇を撃て!」 - Kokoro no yami no ute! – "Distruggere l'oscurità nel cuore!"                                                                           | 16 settembre 2003 | 13 luglio 2005 |
| 177                       | Il duello con Dartz 「戦の地へ! ダーツ vs 遊戯&海馬」 - Kessen no chi e! Dartz vs Yuugi & Kaiba                                                                             | 23 settembre 2003 | 14 luglio 2005 |
| 178                       | Il grande Leviatan 「アトランティスの悲劇」 - Atlantis no higeki – "La tragedia di Atlantide"                                                                               | 30 settembre 2003 | 15 luglio 2005 |
| 179                       | Vittima della rabbia 「囚われのミラーナイト」 - Toraware no Mirror Knight – "I Cavalieri Specchio prigionieri"                                                              | 7 ottobre 2003    | 18 luglio 2005 |
| 180                       | Il risveglio di Leviatan 「オレイカルコスの三重結界」 - Orichalcos no sanjyuu kekkai – "Il terzo Sigillo di Orichalcos"                                                     | 14 ottobre 2003   | 20 luglio 2005 |
| 181                       | La trasformazione dei draghi 「よみがえれ! 伝説の三騎士」 - Yomigaere! Densetsu no sankishi – "Rivivete! I tre leggendari cavalieri"                                        | 21 ottobre 2003   | 21 luglio 2005 |
| 182                       | Il cavaliere del destino 「攻撃力∞ - 蛇神ゲー」 - Kougekiryoku ∞ - Hebi kami Ge – "Potere d'attacco infinito - Il dio serpente Ge"                                          | 28 ottobre 2003   | 22 luglio 2005 |
| 183                       | Il risveglio della Grande Belva 「神神の戦い」 - Kamigami no tatakai – "La battaglia delle divinità"                                                                        | 4 novembre 2003   | 25 luglio 2005 |
| 184                       | Il trionfo del bene 「光の中を歩め」 - Hikari no naka wo ayume – "Camminando nella luce"                                                                                    | 11 novembre 2003  | 27 luglio 2005 |

### Quinta stagione
| Nº                                          | Titolo italiano Giapponese 「Kanji」 - Rōmaji - Traduzione letterale                                                                                          | In onda           | In onda          |
| Nº                                          | Titolo italiano Giapponese 「Kanji」 - Rōmaji - Traduzione letterale                                                                                          | Giapponese        | Italiano         |
| Arco del Grand Championship (13 episodi)    | |                   |                  |
| 185                                         | Ospite indesiderato 「KCグランプリ開幕」 - KC Gran Prix kaimaku – "Comincia il KC Gran Prix"                                                                  | 24 dicembre 2003  | 18 ottobre 2005  |
| 186                                         | Il duellante digitale 「動きだした陰謀」 - Ugoki dashita inbou – "L'inizio della cospirazione"                                                                | 7 gennaio 2004    | 20 ottobre 2005  |
| 187                                         | Il primo duello 「城之内 vs マスク·ザ·ロック」 - Jounouchi vs Mask the Rock – "Jonouchi contro Mask the Rock"                                                 | 14 gennaio 2004   | 25 ottobre 2005  |
| 188                                         | Il drago antico 「幻の古代竜」 - Maboroshi no ancient dragon – "L'antico drago dell'illusione"                                                                | 21 gennaio 2004   | 27 ottobre 2005  |
| 189                                         | Un gioco da ragazzi 「熱闘! レベッカ vs ヴィヴィアン」 - Nettou! Rebecca vs Vivian – "Battaglia impetuosa! Rebecca contro Vivian"                             | 28 gennaio 2004   | 3 novembre 2005  |
| 190                                         | Divorati dalle fiamme 「城之内 vs ジーク - 華麗なる決闘」 - Jounouchi vs Sieg - Kareinaru duel – "Jonouchi contro Sieg - Uno splendido duello"                | 4 febbraio 2004   | 8 novembre 2005  |
| 191                                         | Scontro con Zigfried 「モンスター抹殺の女神」 - Monsters masatsu no megami – "Le dee della distruzione dei mostri"                                            | 11 febbraio 2004  | 10 novembre 2005 |
| 192                                         | Mostri da favola 「天才少女 vs 天才少年」 - Tensai shoujo vs tensai shounen                                                                                   | 18 febbraio 2004  | 15 novembre 2005 |
| 193                                         | La sconfitta 「おとぎの国のレオン」 - Otogi no kuni no Leon – "Leon nel paese delle fiabe"                                                                    | 25 febbraio 2004  | 17 novembre 2005 |
| 194                                         | Un passo avanti 「海馬乱入! グランプリ決勝戦」 - Kaiba rannyuu! Gran Prix kesshousen – "Kaiba s'intromette! La finale del Gran Prix"                          | 3 marzo 2004      | 10 dicembre 2005 |
| 195                                         | Scontro tra rivali 「戦女神 vs 青眼の白龍」 - Walkure vs Blue Eyes White Dragon – "Valchiria contro Drago Bianco Occhi Blu"                                   | 10 marzo 2004     | 17 dicembre 2005 |
| 196                                         | Segreti svelati 「デュエルキング決定戦 - 遊戯 vs レオン」 - Duel King kettei - Yuugi vs Leon – "La battaglia finale per il Re dei Duelli - Yuugi contro Leon" | 17 marzo 2004     | 18 dicembre 2005 |
| 197                                         | Uno scontro ad armi impari 「シュトロームベルクの金の城」 - Stromberg no kin no shiro – "Il castello d'oro di Stromberg"                                      | 24 marzo 2004     | dicembre 2005    |
| 198                                         | Lotta contro il tempo 「KCグランプリ終結」 - KC Gran Prix shuuketsu – "Il KC Gran Prix si conclude"                                                           | 31 marzo 2004     | 31 dicembre 2005 |
| Arco delle memorie del faraone (26 episodi) | |                   |                  |
| 199                                         | La tomba del Faraone senza nome 「究極のゲーム」 - Kyuukyoku no game – "Il gioco finale"                                                                      | 7 aprile 2004     | 7 gennaio 2006   |
| 200                                         | Il risveglio dello spirito 「動きだした闇のバクラ」 - Ugoki dashita Yami no Bakura – "Yami Bakura comincia a muoversi"                                        | 14 aprile 2004    | 8 gennaio 2006   |
| 201                                         | Ricordi di un Faraone 「開かれた記憶の扉」 - Hirakareta kioku no tobira – "La porta della memoria si apre"                                                    | 21 aprile 2004    | 14 gennaio 2006  |
| 202                                         | L'intruso 「盗賊王バクラ見参!」 - Touzoku-ou Bakura kenzan! – "Il Re dei ladri Bakura entra in scena!"                                                        | 28 aprile 2004    | 15 gennaio 2006  |
| 203                                         | L'esercito dei mostri delle ombre 「マハードの決意」 - Mahad no ketsui – "La decisione di Mahad"                                                              | 5 maggio 2004     | 21 gennaio 2006  |
| 204                                         | L'incantatore 「死闘! マハード vs バクラ」 - Shitou! Mahad vs Bakura – "Battaglia per la morte! Mahad contro Bakura"                                          | 12 maggio 2004    | 22 gennaio 2006  |
| 205                                         | Segreti del passato 「青い瞳のキサラ」 - Aoi hitomi no Kisara – "Kisara dagli occhi blu"                                                                      | 19 maggio 2004    | 28 gennaio 2006  |
| 206                                         | Il villaggio delle anime perdute 「千年アイテム誕生の秘密」 - Sennen Item tanjou no himitsu – "Il segreto della creazione degli Oggetti del Millennio"        | 26 maggio 2004    | 29 gennaio 2006  |
| 207                                         | La fortuna gira 「巻き戻る時間」 - Maki modoru jikan – "Ferita indietro nel tempo"                                                                            | 2 giugno 2004     | 4 febbraio 2006  |
| 208                                         | Alla ricerca del Faraone 「生きていたファラオ」 - Iki teita Pharaoh – "Il Faraone è vivo"                                                                     | 9 giugno 2004     | 5 febbraio 2006  |
| 209                                         | Il villaggio della vendetta 「死霊の村」 - Shiryou no mura – "Il villaggio degli spiriti dei morti"                                                           | 16 giugno 2004    | 11 febbraio 2006 |
| 210                                         | Nella tana del lupo 「盗賊王バクラの最期」 - Touzoku-ou Bakura no saigo – "La fine del Re dei ladri Bakura"                                                   | 23 giugno 2004    | 12 febbraio 2006 |
| 211                                         | Gioco pericoloso 「新たなるステージ」 - Arata naru stage – "Una nuova fase"                                                                                   | 30 giugno 2004    | 18 febbraio 2006 |
| 212                                         | La vendetta di Aknadin 「闇の大神官」 - Yami no daijin kan – "Il sacerdote dell'oscurità"                                                                     | 7 luglio 2004     | 19 febbraio 2006 |
| 213                                         | Divisa forzata 「邪神復活へのカウントダウン」 - Jashin fukkatsu e no countdown – "Il conto alla rovescia per la resurrezione del dio malvagio"                | 14 luglio 2004    | 25 febbraio 2006 |
| 214                                         | Dominio mentale 「白き龍」 - White Dragon – "Drago Bianco" | 21 luglio 2004    | 26 febbraio 2006 |
| 215                                         | Zorc l'Oscuro 「大邪神ゾーク復活」 - Dai jashin Zork fukkatsu – "Il grande dio malvagio Zork rivive"                                                          | 28 luglio 2004    | 4 marzo 2006     |
| 216                                         | Gli Oggetti ritrovati 「伝説の守護神 - エクゾディア復活!」 - Densetsu no shugoshin - Exodia fukkatsu! – "Il leggendario dio guardiano - Exodia rivive!"       | 4 agosto 2004     | 5 marzo 2006     |
| 217                                         | Doppia battaglia 「召喚! 三幻神」 - Shoukan! San maboroshi kami – "Evocazione! Le tre divinità"                                                               | 11 agosto 2004    | 11 marzo 2006    |
| 218                                         | Assediati dal buio 「ゾーク vs 青眼の究極竜」 - Zork vs Blue Eyes Ultimate Dragon – "Zork contro il Drago Finale Occhi Blu"                                   | 18 agosto 2004    | 12 marzo 2006    |
| 219                                         | In nome del Faraone 「王の名のもとに!!」 - Ou no mei nomotoni!! – "In nome del re!!"                                                                          | 25 agosto 2004    | 18 marzo 2006    |
| 220                                         | Il viaggio 「最後の試練」 - Saigo no shiren – "La prova finale"                                                                                               | 1º settembre 2004 | 19 marzo 2006    |
| 221                                         | L'ultimo duello 「運命のラストデュエル」 - Unmei no last duel – "L'ultimo duello del destino"                                                                 | 8 settembre 2004  | 25 marzo 2006    |
| 222                                         | Con onore e coraggio 「三幻神を倒せ!」 - San maboroshi kami wo taose! – "Sconfiggere le tre divinità!"                                                        | 15 settembre 2004 | 26 marzo 2006    |
| 223                                         | Una grande impresa 「強き心 - 優しき心」 - Tsuyoki kokoro - Yasashiki kokoro – "Cuore forte - Cuore debole"                                                   | 22 settembre 2004 | 1º aprile 2006   |
| 224                                         | Verso la luce 「光の中へ完結する物語」 - Hikari no naka e kanketsu suru monogatari – "La storia che si conclude nella luce"                                   | 29 settembre 2004 | 2 aprile 2006    |

## Yu-Gi-Oh! Grand Championship
Chiamata in originale Yu-Gi-Oh! Capsule Monsters, questa serie non fa parte della serie regolare: si tratta, infatti, di un prodotto commissionato da 4Kids; la serie è stata creata con lo scopo di sponsorizzarne il videogioco Capsule Monster Colosseo. In quest'avventura il faraone Atem e i suoi amici cercano di sconfiggere il lato oscuro del re e condottiero Alessandro Magno. 
È stata trasmessa da Italia 1 dall'8 aprile al 14 maggio 2006 mantenendo il titolo della quinta stagione, Yu-Gi-Oh! Grand Championship.
| Nº | Titolo italiano Titolo inglese - Traduzione letterale                                                | In onda           | In onda        |
| Nº | Titolo italiano Titolo inglese - Traduzione letterale                                                | USA               | Italiano       |
| 1  | L'inizio del gioco 「Getting Played」 – "Sempre giocato"                                             | 9 settembre 2006  | 8 aprile 2006  |
| 2  | Luogo misterioso 「Divide and Conquer」 – "Dividi e conquista"                                       | 16 settembre 2006 | 9 aprile 2006  |
| 3  | Finalmente uniti 「Reunited at Last」 – "Riuniti alla fine"                                          | 23 settembre 2006 | 15 aprile 2006 |
| 4  | La fortezza della paura 「Fortress of Fear」 – "La fortezza della paura"                             | 30 settembre 2006 | 16 aprile 2006 |
| 5  | Un sussurro nel vento 「Eye of the Storm」 – "L'occhio del ciclone"                                  | 7 ottobre 2006    | 22 aprile 2006 |
| 6  | La prova della luce e delle ombre 「Trial of Light and Shadow」 – "La prova della luce e dell'ombra" | 14 ottobre 2006   | 23 aprile 2006 |
| 7  | La spada nel vulcano 「Red-Eyes Black Curse」 – "La maledizione nera di Occhi Rossi"                 | 21 ottobre 2006   | 29 aprile 2006 |
| 8  | Il frutto dell'evoluzione 「Fruits of Evolution」 – "I frutti dell'evoluzione"                       | 28 ottobre 2006   | 30 aprile 2006 |
| 9  | I cinque malvagi 「The Fiendish Five, Part 1」 – "I Demoniaci Cinque, parte 1"                       | 4 novembre 2006   | 6 maggio 2006  |
| 10 | Bagliore vincente 「The Fiendish Five, Part 2」 – "I Demoniaci Cinque, parte 2"                      | 11 novembre 2006  | 7 maggio 2006  |
| 11 | Il massimo potere 「The True King, Part 1」 – "Il vero re, parte 1"                                  | 18 novembre 2006  | 13 maggio 2006 |
| 12 | Il vero re 「The True King, Part 2」 – "Il vero re, parte 2"                                         | 25 novembre 2006  | 14 maggio 2006 |